# 高句麗

高句麗
高句麗・高麗
고구려・고려

476年頃の高句麗(高麗)と周辺諸国

1. 
2. 
3. 

高句麗（こうくり、コグリョ、朝鮮語: 고구려、紀元前1世紀頃 - 668年10月22日）または高麗（こま、こうらい、コリョ、朝鮮語: 고려）は現在の大韓民国、朝鮮民主主義人民共和国北部から満洲の南部にかけての地域に存在した国家。最盛期には朝鮮半島の大部分、中国東北部南部、ロシア沿海地方方の一部を支配した。朝鮮史の枠組みでは同時期に朝鮮半島南部に存在した百済・新羅とともに朝鮮の三国時代を形成した一国とされる。
『三国史記』の伝説によれば、初代王の朱蒙（東明聖王）が紀元前37年に高句麗を建てたとされるが、文献史学的にも考古学的にも高句麗の登場はこれよりもやや古いと見られている。漢の支配から自立し、3世紀以降、魏晋南北朝時代の中国歴代王朝や夫余（扶余）、靺鞨、百済、新羅、倭など周辺諸国と攻防を繰り広げ、5世紀には最盛期を迎えた。高句麗は東アジアで大きな影響力をもったが、589年に中国が統一され南北朝時代が終焉を迎えると、統一王朝の隋・唐から繰り返し攻撃を受けた。高句麗は長らくこれに耐えたが、660年には百済が唐に滅ぼされ、新羅も唐と結んだことで南北から挟まれた。そして国内の内紛に乗じた唐・新羅の挟撃によって668年に滅ぼされ、唐に吸収されて安東都護府が設置された。

## 名称
高句麗は別名を貊（はく）と言う。日本では「高麗」と書いても「貊（狛）」と書いてもこまと読む。現在では高麗との区別による理由から「こうくり」と読む慣習が一般化しているが、本来、百済・新羅の「くだら」・「しらぎ」に対応する日本語での古名は「こま」である。
高句麗の名前の由来について確実なことはわかっていない。高句麗（句驪）という固有名詞が登場する最も古い記録は『漢書』「地理志」に「玄菟・楽浪郡は武帝の時においた（前107年）。みな朝鮮・濊貊・句驪の蛮夷の地である」とあるもので、玄菟郡の首県として高句驪、上殷台、西蓋馬が言及されている。驪は麗と同音であり、漢人の蔑視による表現であって意味上の差異はない。高句麗の名称の由来については諸説あり、かつて白鳥庫吉はこれを「高」と「句麗」に分解し、句麗はコル（城）、高はコ（大きい）であるから、原義は「大城」であるとした。李丙燾はコルを白鳥と同じく理解するが、高はスリ（神聖な/首位の）であり、「首邑」「上邑」の意味であるとした。
高句麗は文献記録上は貊族として現れる。そして8世紀に突厥で造られたオルホン碑文にはボクリ（bökli）という東方の国が登場する。岩佐精一郎はこのボクリが高句麗を指すものであると見、「貊句麗」の音を表したものであろうとした。それに対して護雅夫はこれはbök eliと読むべきで、高句麗を指すものには違いないが、意味は「貊の国」であるとする。だが、貊という種族は古く周代から中国の史料に登場し、時代や筆者によって異なる実体を指し示したと考えられる語であるため、高句麗を指す「貊」を漢代より前に登場する「貊」と単純に繋がりのあるものとすることはできない。
なお、高句麗は『南斉書』「高麗伝」に「高麗」という国名で表記されており、隋唐代の史書でも高麗と表記する。冊封の際の正式名が「高句麗王」から「高麗王」となったのは520年の梁の冊封が最初であり、高句麗が意識的に高麗へと改名したとする説もある。だが改名したとする決め手もなく、単に省略形が定着しただけである可能性もある。矢木毅は、冊封体制における慣例として国号の字数を2文字に揃えた物であるとしている。

## 歴史

### 建国神話
『三国史記』「高句麗本紀」冒頭の神話によれば、高句麗は朱蒙（東明聖王）により建てられたという。朱蒙は河神の娘である柳花の息子であるとされる。その神話では顛末は以下のようなものである。夫余王の金蛙が大白山（白頭山）の南の優渤水で柳花に出会い話しかけると、彼女は天帝の子と称する解慕漱と愛し合ったが、解慕漱はどこかへいなくなってしまい、父母は媒酌人もなく人に従ったことを責め、彼女を幽閉したと言った。金蛙がこの話を不思議に思って家に柳花を閉じ込めると、日光が彼女を照らし彼女は身籠った。そして大きな卵を産み、やがて中から男の子が生まれた。これが朱蒙である。幼少より卓越した才能を見せた朱蒙は、夫余の王子たちの誰よりも優れていた。不安を覚えた夫余の王子たちは朱蒙を除くように主張したが聞き入れられず、最終的に暗殺を試みたが、危険を察知した母柳花の助言によって朱蒙は国外へ脱出し、卒本川に至って建国した。なお、「高句麗本紀」の分注異伝では、朱蒙が卒本夫余に来た時、男子のいなかった夫余王が朱蒙の才を見て王女と結婚させ、後に朱蒙が王になったとする。そして国号を高句麗としたので高を氏の名前としたという。『三国史記』に従うならば、この建国は前漢の元帝建昭2年のことであり、西暦に直すと前37年となる。

### 玄菟郡と高句麗の成立
高句麗という固有名詞に言及する最も古い記録は先述の通り『漢書』「地理志」に玄菟郡の首県として高句驪県が言及されているもので、玄菟郡の設置は前漢の武帝の時代、前107年である。このため、どの段階を「建国」として扱うかという問題はあるものの、高句麗の政治的な結集は『三国史記』に記録されているよりも早い段階に行われたと考えられる。
漢は日本海側へ続く流通路（玄菟回廊）を確保すべく濊貊の地に玄菟郡を設置した。これを第一玄菟郡と呼ぶ。最初に郡治が置かれた場所は、現在の北朝鮮の咸鏡南道咸興地方であると考えられている。この時周辺地域を統治するために高句麗人の居住地を含む複数の地域に県城が置かれた。後に高句麗の首都が置かれる現在の中国領吉林省集安では、高句麗時代の王城の地下に土塁が確認されており、恐らくは高句麗県城であると考えられている。同じく後に高句麗の首都がおかれる遼寧省桓仁にも、土城が確認されており、こちらも玄菟郡の県城であると考えられている。この様に、漢は当初高句麗人の郡県統治を目指した。だが、高句麗人は容易に服属しなかったと見られ、前75年には郡治を桓仁西北の永陵鎮に遷した。これが第二玄菟郡である。玄菟郡は旧来の高句麗県を廃止し、新たな郡治に高句麗県の名前を残した。文献史学的には高句麗の興隆はこの前107年から前75年の間、概ね前1世紀前半頃であると考えられる。一方、考古学見地からは高句麗の故地における新しい墓形式である積石塚の登場をもって高句麗のはじまりとするのが一般的となる。積石塚とは、各種の石を積み上げ、中央に埋葬主体を儲ける形式の古墳であり、しばしば平面プランは方形となるものである。具体的な年代割り当ては諸説あり、最も原始的な形態である無基壇式石槨積石塚のうち、あるものは紀元前3世紀に遡るとする説もあるがはっきりしない。この形式の積石塚の中には五銖銭が出土しているものがあることから、紀元前後の時期までは遡ると思われる。
高句麗の最初期の中心地は卒本（忽本とも、現在の遼寧省本渓市桓仁満族自治県）のある渾江流域から集安のある鴨緑江流域にかけての地域であった。高句麗人たちは那、または奴とよばれる多数の地縁的政治集団を形成し、各那集団には大加、諸加とよばれる首長層がいた。こうした那集団は首長連合を形成していたと考えられ、『三国志』「魏志」や『魏略』など中国の史書は有力な那集団として桓奴部、絶奴部、消奴部、灌奴部、桂婁部と言う五族（五部）の存在を伝えている。
那集団の連合体であったと考えられる高句麗は、漢の郡県と抗争を繰り返した。興隆期の高句麗の動向は主に中国の史料によって伝わる。西暦8年に漢の平帝を殺害し帝位を簒奪して新たに新王朝を開いた王莽は、高句麗を含む東夷諸族に新たな印綬を配布した。この時従来まで王を名乗っていた高句麗の君主は高句麗侯へと格下げされた。西暦12年に王莽が匈奴出兵のために高句麗侯騶（すう）に出兵を命じた際には、騶がこれに応じなかったために捕らえられて処刑されたという。更に王莽は高句麗の国名を「下句麗」として卑しめた。この騶が名前と具体的な行動が伝わる最古の高句麗の人物である。王莽が倒され光武帝によって後漢が開かれると、「下句麗」侯は西暦32年にこれに朝貢し、高句麗王へと戻された。
その後、高句麗の勢力は拡張し、これに圧迫された漢の玄菟郡は再び後方へと移転した。これを第三玄菟郡と言うが、具体的な移転先についての記録はない。ただし、現代の研究によって移転は105年から106年頃、移転先は遼寧省撫順にある永安台古城とするのが定説となっている。この移転の後も、1世紀ほどの期間にわたり、高句麗王の宮（太祖大王）、遂成（次大王）、伯固（新大王）らが繰り返し遼東、玄菟などを襲撃し続けた。

### 丸都城遷都と周辺諸国との戦い
2世紀末の黄巾の乱とその後の中央政府の統制力の低下によって後漢が分裂状態に陥ると、遼東地方では公孫度によって公孫氏政権が打ち立てられた。一方の高句麗では高句麗王伯固の死後、その息子延優（山上王、在位：197年-227年）が即位したが、これに反発した兄の発岐は公孫氏を頼って延優に対抗し、卒本に息子を残して自らは遼東へ移り住んだ。延優は公孫氏と発岐から逃れて南に移動し、古くからの重要拠点である国内城（集安）で「新国」を建てた。この「新国」がその後の高句麗の歴史を担うことになり、国内城は高句麗の王都となった。国内城は旧高句麗県の県城を居城として転用したもので、背後の山には緊急用の大規模な山城（丸都城、山城子山域）が築かれた。山城の丸都城と平城の国内城とは一体となって王都を構成した。その後の発岐とその息子の動向は不明である。
高句麗は漢の滅亡の後に中原を支配した魏と結び、司馬懿率いる魏軍が公孫氏を討伐する際には援兵も出したが、公孫氏滅亡後間もない242年には延優の跡を継いだ憂位居（東川王）が西安平を寇掠し魏と衝突するようになった。魏は将軍毌丘倹の指揮の下で数度に渡り高句麗への遠征を行った。280年から291年のあいだに編纂されたとされる『三国志』「魏志」の記載によれば1回目の侵攻は244年に行われたが、20世紀に発見された碑文の記録を信ずるならば242年中に既に出陣していた可能性もある。東川王は20,000の兵を率いて迎え撃ったが敗退し、丸都城を落とされ1,000人が斬首された。毌丘倹は将兵に墳墓破壊を禁じ捕虜と首都を返還したが高句麗は服属せず、魏は245年に再び侵攻した。今度はより広範囲が戦場となり、高句麗は南北の2方向から侵攻した魏軍との激しい戦いの末に敗れた。東川王は沃沮・不耐の故地にまで逃がれて魏軍の追撃から身を隠した。
一連の戦いで丸都城は蹂躙され高句麗は多大な損害を受けたが、東川王は魏の攻撃が一段落した後、間もなく復興に手を付けた。『三国史記』「東川王紀」は丸都城が破壊されたために新たに平壌城を築いて新たに首都としたと伝える。だが、実際にこの頃に高句麗が遷都を行った形跡はなく、仮に実施されていたとしてもこれは後世に高句麗が都を置いた平壌城とは異なる。この遷都についての記録は、後世の平壌を神聖視する観念を反映して後に挿入された挿話であるか、または丸都城の別名か集安市付近の域名であると考えられる。
高句麗はこの戦争の敗北から立ち直り、美川王（乙弗、在位：300年-331年）が即位したころには、従来からの五部体制を維持しつつも国王権力の集中が推し進められ官位制度が整備されるなど内政面の強化が行われた。そして対外的には、中国を統一した西晋で発生した八王の乱やその後の分裂などの混乱に乗じて遼東地方への進出を図った。311年には丹東を攻略して朝鮮半島の郡県を中国本国から切り離し、盛んに楽浪郡や帯方郡を攻撃した。313年にはこれに耐えられなくなった楽浪郡の郡民の多くが鮮卑の慕容氏の下へ移住し、楽浪・帯方両郡は行政機能を事実上喪失した。同年中に高句麗は楽浪郡を占領し朝鮮半島北部の支配を確立した。それでも楽浪郡の故地には多くの漢人が残留し、新たに中国の戦乱を逃れて流入した漢人もこれに加わった。彼らは南北に分裂しつつあった中国の正統王朝として東晋を支持し、その年号を使用し続けるなど回帰の願望を持っていた。高句麗は平壌を新たな拠点として確保する一方で、彼ら漢人に対しては緩やかな支配で臨んだ。更に北方では夫余を攻撃してその本拠地を支配下に置いた。
同時期に勢力を大幅に強めていた鮮卑の慕容氏もまた、319年には晋の平州刺史崔毖を破って遼東に勢力を拡張し高句麗と直接対峙するようになった。高句麗は撫順に移転していた玄菟郡を倒し、その地に新城（高爾山城）を築いて西方の拠点とした。しかし、慕容氏の慕容皝は337年に燕王（前燕）を称し、342年には大軍をもって高句麗に侵攻した。高句麗はこの戦いに敗れ丸都城が再び失陥した。高句麗王釗（しょう、故国原王。在位：331年-371年）は翌年、前燕に臣下の礼を取り王弟を入朝させることによって難局を乗り切ったが、高句麗は大きな打撃を受けた。350年代には前燕に人質を入れて戦争中に捕らわれていた王母を取りもどし、征東大将軍・営州刺史・楽浪公として冊封された。この頃、朝鮮半島中央部で新たに馬韓諸国が統合して形成されていた百済の近肖古王によって旧帯方地域が奪われた。故国原王は369年に百済攻撃に乗り出したが敗退し、371年にも大同江を越えて再び百済を攻撃したがこれにも敗れ、逆に平壌を攻撃した百済軍との戦いで流れ矢にあたり戦死した。
国王戦死によって高句麗は混乱し、跡を継いだ小獣林王（在位：371年-384年）と故国壌王（在位：384年-391年）の兄弟は国制の立て直しに邁進しなければならなかった。小獣林王は前燕を滅ぼした前秦との関係強化に努めた。372年に秦王苻堅（在位：357年-385年）から僧順道や仏典・仏像が贈られ、375年には寺院が建立された。これが高句麗への仏教公伝である。また同じ年には教育機関として太学（大学）が設けられ、具体的な内容は伝わらないものの律令が制定されたという。更に故国壌王時代には国社・宗廟、礼制の整備が行われた。こうした積極的な国内政策を通じて国力の回復が図られた。

### 広開土王（好太王）
391年に即位した広開土王（好太王、在位：391年-412年）はいわゆる広開土王碑を残したことで名高い。この碑文は彼の死後にその功績を称揚する目的で建立されたものであり、4世紀末から5世紀初頭における東アジア史の重要史料となっている。彼の諡号である広開土王（広く領土を開いた王）の名は彼が各方面で大きな戦果を挙げ領土を拡大した事に因んでいる。彼は395年には北西の稗麗（契丹の部族）を撃破し、翌396年には朝鮮半島中部の百済へ親征してその王都漢城に迫った。これによって百済王を臣従させ58城邑の700村を奪取した。398年には東北の粛慎を攻撃して朝貢させ、また誓約を破って倭と和通した百済を再度攻撃するため平壌まで進軍した。そこで倭の攻撃を受けていた新羅が救援を求めてきたため、400年に新羅領へ出兵しその王都を制圧していた倭軍を駆逐した。更に敗走する倭軍を追って朝鮮半島南端部にあたる任那加羅まで進み、倭人と共にいた安羅兵も討ったという。404年には倭が海路で帯方地方に侵入したがこれも撃退した。407年にも百済へ侵攻して6城を奪い、続いて410年には東扶余（北沃沮）にも侵攻してその王都に迫った。このような征服活動についての記録は前述の通り主に広開土王碑文の情報に基づいている。この碑文の解釈を巡っては諸説入り乱れており、史実性を巡って議論があるが、重要性の高い同時代史料として現代では高く評価される傾向にある。
また、碑文の記録にはないが前秦の崩壊に乗じて慕容氏が復興した後燕とも戦い、402年には遼東郡を奪って遼河以東の地域に支配権を確立した。その後、高句麗人で慕容宝の養子となっていた慕容雲（高雲）が後燕の将軍であった漢人馮跋に擁立されると、広開土王は即座に使者を送り慕容雲を宗族待遇とした。更に同じく慕容氏の政権である南燕にも遣使し、これらを通じて高句麗の西部国境の安定が達成された。

### 平壌遷都と最大版図
広開土王によって拡大された領土を引き継ぎ、高句麗の全盛期を現出したのが長寿王（在位：413年？-491年）である。その諡号の通り、79年に亘って在位したと伝えられる。彼は即位直後の413年、東晋に初めて朝貢した。この頃、鮮卑族拓跋氏の北魏が中原を支配下に収めると、北魏に敗れた北燕から天王馮弘が高句麗に亡命した。当初長寿王は馮弘を保護したが、北魏からの強い要求の前に折れ彼を殺害した。長寿王はその後南北に分裂した中国の両朝に遣使を行い、特に国境を接する北魏との関係構築に腐心した。南北両王朝とも高句麗の存在を高く評価し、424年には宋、435年には北魏からそれぞれ冊封を受けた。高句麗に授けられた将軍号、官位は当時の東アジア諸国の中でも最上位級となった。
長寿王はまた、朝鮮半島方面の経営と勢力拡大に本格的に乗り出し、427年に南方の拠点であった平壌へ遷都した。この時遷都が行われた平壌城は現在の平壌市街ではなく、そこから６キロメートルほど北東にある大城山城一帯にあった。南進路線をはっきりさせた高句麗は、対北魏関係の安定とともに南方への勢力拡大を続けた。この時期の高句麗の朝鮮半島における大きな影響力を示す記録が中原高句麗碑であり、新羅王を召喚して衣服の授与を行い、新羅の人夫を徴発して高句麗軍官の下に組織していたことを伝える。更に455年以降、長期にわたり繰り返し百済を攻撃した。百済は北魏に救援要請を行ったが、高句麗の北魏との親善策も功を奏し北魏が介入することはなかった。475年、長寿王は百済の首都漢城を襲ってこれを奪う事に成功した。そして逃走を試みた百済の蓋鹵王も捕らえて殺害し、事実上百済を滅亡させた。その後、文周王が南方の熊津（現・忠清南道公州市）で百済を再興した。高句麗軍は更に南下し、現在の忠清南道天安市北部まで進んだ。また東方向に慶尚北道の浦項市北部まで勢力を拡大し、遼東、満洲南部、朝鮮半島の大部分を支配するに至った。

### 周辺情勢の変化
広開土王、長寿王、そしてその跡を継いだ文咨明王（在位：492年-519年）の間は高句麗の対外活動が最も盛んな時期であった。その次の安臧王（在位：519年-531年）が内紛により殺害され、弟の安原王（在位：531年-545年）が即位したが、この王が病に倒れると、2年に亘って王位継承を巡る外戚の争いが繰り広げられた。その末に8歳の陽原王（在位：545年-559年）が擁立されたが、丸都城主于朱理の乱を始めとして支配層は動揺し王権は弱体化した。このような体制の動揺に加え、5世紀末になると再建を果たした百済と朝鮮半島南東部の新羅がそれぞれ国家体制を整えて国力を増し、連合して高句麗に対抗する姿勢を示した。6世紀に入ると、朝鮮半島の東海岸を北上する新羅によって高句麗の前線は押し戻されるようになり、551年にはかつて百済から奪った漢城が百済と新羅の連合軍によって占領された。最終的にこの都市は新羅が占有した。
この事態に対応するため、陽原王は552年に現在の平壌市内に当たる地域を新たな王都とすることを決定した。遷都後もその名前として平壌城という名が使用されたが、長安城とも呼ばれる。この都市は高句麗の伝統的なスタイルではなく、中国式の条坊制を取る計画都市であった。本格的な工事は次の王である平原王（在位：559年-590年）治世中の566年から始められ、その最終的な完成には43年の歳月を費やすことになる。この遷都は勢力を増す新羅の攻撃に対応する体制を整えると共に、朝鮮半島における不退転の決意を示すものであった。新羅の拡張を受けて、570年には初めて倭国へ使者を送って対新羅での連携を探った。
中国においては南北両朝の双方に朝貢を行って友好を保ち、581年に隋の文帝が即位すると、隋からもすぐに冊封を受けた。しかし、589年に隋が南朝の陳を平定して中国が統一されたことにより長きにわたる南北朝時代が終了し、東アジアの国際情勢は根本的な変化を迎えた。その距離的な近さ故に、隋による中国統一に高句麗と百済は迅速に反応し、589年中に百済が、翌年には高句麗が隋への遣使を行っている。やや遅れて594年には新羅も隋へ朝貢して冊封を受け、東アジア諸国が隋を中心とした一元的な国際秩序の中に組み込まれて行くこととなった。
このような変化は、中国と国境を接しこれまで南北両朝の存在を前提に北朝の脅威に対応してきた高句麗にとっては深刻な事態であった。この頃、高句麗は靺鞨を攻撃して支配下においていたが、靺鞨の中でも西端に位置した粟末靺鞨のみは高句麗の支配に服さず、首長の突地稽らは隋を頼んで遼西地方に移動し、隋領内から高句麗への反撃を行った。更に突厥に押されて高句麗領内に寄居していた契丹人も高句麗から離反して隋へ服属する動きを見せた。高句麗の平原王は契丹の離反を阻止するとともに、隋領内の突地稽ら粟末靺鞨との戦いを続け、隋の脅威に対応するために軍の増強と食料の備蓄を行った。隋の文帝は高句麗の行動について状況を確認するための使節を派遣したが、高句麗は厳重な警戒の下で使節に応対した。文帝は一連の高句麗の行動と使者の取り扱いに強い不快感を示し、平原王を問罪する璽書を送ったが、平原王が死亡したために沙汰止みとなった。

### 隋と高句麗の戦争
高句麗と突地稽ら粟末靺鞨との抗争はその後も続き、598年には突地稽らの根拠地営州（朝陽）を高句麗が襲撃した。これは隋から見た場合、領内への侵略行為であり、文帝はこれを契機として高句麗に水陸30万と号する遠征軍を派遣した。この隋による最初の高句麗征討は、遼河の洪水によって兵糧の補給が途絶えるなどしたため隋側に大きな損害が出たこと、また隋との全面衝突を恐れた高句麗の嬰陽王（在位：590年-618年）が謝罪したことで一旦終息した。
この頃、中央アジアからモンゴル高原にいたる地域に突厥が巨大勢力を築いていた。隋の調略もあって突厥は東西に分裂し、東突厥は隋に臣従したものの、なお強大な力を持っていた。文帝の死後に隋の帝位を継いだ煬帝は607年の長城巡幸の際に東突厥の啓民可汗の下に高句麗の使者が来訪していることを発見し、両者の間に連携の動きがあることを知って脅威を覚えた。またこの頃には百済、新羅が隋に高句麗征討の要請を行ってもいた。文帝時代の失敗に鑑みて十分な準備期間がとられ、煬帝は612年に100万とも200万とも称する大軍を率いて高句麗に親征した。隋軍は各地の城を攻略し、首都平壌も襲撃したが最終的に撃退された。煬帝は翌613年にも再度高句麗に親征を行ったが、この遠征は補給基地であった黎陽の提運楊玄感の反乱の知らせと、兵部侍郎斛斯政が高句麗に逃亡したという報告によって再び退却に追い込まれた。更に煬帝は614年にも遠征を行った。この時は水軍が卑沙城（現代の旅順近郊）を攻略したが、隋軍の士気は低く逃亡兵が続出した上、国内での反乱が相次いだ。一方で高句麗も連年の戦争によって極めて疲弊していた。このため、高句麗の嬰陽王が自ら朝貢し、斛斯政を引き渡すという条件で和議が結ばれた。
高句麗はしかし、王自らが朝貢するという約束を守ることはなかった。このため煬帝は617年には4度目の高句麗遠征を企画したが、楊玄感の反乱以来国内各地で反乱が大規模に発生していた最中であり、その実行はもはや不可能であった。618年、煬帝が近衛軍団によって殺害され、その後の内乱を勝ち抜いた李淵（高祖）によって建てられた唐が隋に取って代わった。
こうして隋による一連の高句麗遠征は最終的に失敗に終わった。このことは隋滅亡の重要な要因の1つと考えられている。

### 高句麗の滅亡
高句麗は唐成立の翌年には遣使し、621年には百済・新羅と揃って朝貢を行った。唐の高祖はなお国内に割拠する群雄との戦いに専念するために高句麗との関係の修復に努め、しばらくの間高句麗の情勢は安定した。しかし、628年に太宗の下で国内の統一を完了すると唐は対外強硬策に転じ、高句麗への圧力も増した。
630年に東突厥を滅ぼした唐は、631年に高句麗に対して隋による高句麗遠征の際の戦死者を埋葬した京観（敵の屍を積み上げて土を被せた戦勝記念碑）を破壊して遺骨を返還するよう要求した。唐の強硬姿勢を恐れた高句麗は国境沿いに千里余りに渡る長城を築いて唐からの侵攻に備えた。635年には吐谷渾が、640年には高昌国が唐に滅ぼされ、高句麗国内では危機感が高まった。642年、当時長城の築城監督を任されていた大対盧の淵蓋蘇文（イリ・カスミ）は唐の侵攻に備えた権力の集中と国家体制の再編を目論んでクーデターに打って出た。彼はこのクーデターによって当時の栄留王（在位：618年-642年）と180人余りの臣下を殺害し、王弟の子である宝蔵王（在位：642年-668年）を王座に就けた。そして自らは最高位の官位である大対盧を退き、第二等の莫離支に身を置いて実権を握った。
淵蓋蘇文が権力を掌握した642年前後は、百済、新羅、更には倭国でも政治体制の転換と権力の集中が進むとともに国際情勢も目まぐるしく変化し、最終的な高句麗・百済の滅亡と新羅による朝鮮半島統一に帰結する東アジアの変動の起点であるとも評される。百済では義慈王（在位：641年-660年）が新羅に侵攻して伽耶地方を制圧すると共に専制体制の構築を図り、翌643年には長年戦いを続けてきた高句麗と百済の間で和睦が成立した。劣勢となった新羅でも642年に善徳女王を中心として金春秋、金庾信の3名の結束による権力体制が静かに成立した。倭国においても舒明天皇が死に皇極天皇が即位するとともに蘇我蝦夷・蘇我入鹿親子が実権を握り、「陵（みささぎ）」と称する墓の建設を開始している。
645年、高句麗と百済によって唐への入朝路が塞がれているという新羅の訴えや、新羅との和解を求める唐の要求を高句麗が拒絶したこと、唐が承認していた王である栄留王が殺害されたことなどを直接的な理由として、唐の太宗は10万余りとされる軍勢を率いて高句麗へ親征した。高句麗は蓋牟城、遼東城、白巌城など10城を破られ、領土の一部を唐に奪われたものの、激戦の末に唐軍の撃退に成功した。高句麗は647年、648年にも唐の攻撃を受け領土の一部を奪われたが、一連の攻撃をしのぎ切った。その後、逆に周囲の諸国を攻撃して勢力拡大を図り、654年に契丹を攻撃し、655年には百済と共に新羅に出兵した。契丹攻撃には失敗したものの、新羅からは33城を奪取することに成功した。新羅はこの事態を打開するため、唐に百済の討伐を求めた。唐は658年から659年にかけて高句麗を攻撃したがこの遠征も失敗に終わり、高句麗を攻撃するにあたってその同盟国となっていた百済を先に滅ぼして高句麗の背後を抑えることを企図した。この結果、唐は新羅の要請をのんで660年に水陸合わせ13万とする軍勢をもって海路百済へ侵攻した。
百済はこれに対応することができず滅亡し、その後百済復興を目指した遺臣たちが反乱を起こし、倭国の支援を受けたが、663年の白村江の戦いの結果完全に制圧された。
高句麗を包囲した唐は、新羅の兵力も加えて高句麗を再び攻撃した。661年と662年には既に高句麗への攻撃が開始され、首都平壌は半年にわたって包囲されたが、高句麗はこの新たな攻撃も防ぎ切った。しかし666年に淵蓋蘇文が死亡すると、その長子男生と、弟の男建・男産が対立して分裂状態となり、首都を追われた男生は国内城に立てこもって唐に救援を求めた。これを奇貨とした唐の高宗はただちに出兵を決定した。唐は667年に高句麗の西の拠点である新城を攻略し、合流した男生の先導で遼東半島も攻略すると、668年には新羅と共に再び平壌を包囲した。男生の調略による城内の内応もあり、1ヶ月にわたる包囲ののち男産と宝蔵王は降伏した。男建はその後も抵抗を続けたが敗れて自殺未遂の末に捕らえられた。こうして668年に高句麗は滅亡した。『日本書紀』天智天皇紀は、高句麗の滅亡は「仲牟王」による建国からちょうど700年目のことだったと記している。『新唐書』高麗伝、『唐会要』高句麗、『三国史記』高句麗宝蔵王本紀は高宗に問われた侍御史の賈言忠（賈曾の父、賈至の祖父）の言葉として、漢代の建国から900年とする。また『三国史記』新羅本紀で文武王10年（670年）安勝を高句麗王に封じた冊命書では「中牟王」による建国から800年とする。

### 滅亡後の動向
唐軍を指揮していた李勣（徐懋功）は200,000人あまりの捕虜を引き連れて凱旋して宝蔵王らを昭陵（太宗の陵墓）に捧げ、新羅も7,000人の捕虜を引き連れて先祖廟に高句麗と百済の滅亡を報告した。戦後、唐は平壌に安東都護府を設置し、旧高句麗領に9都督府・100県を置いて高句麗人を登用し、羈縻州として組み込んだ。同じく旧百済領には熊津都督府が置かれており、更に高句麗遠征に際しては新羅の文武王（在位：661年-681年）を鶏林大都督としていた。これは新羅もまた唐の羈縻州であることを意味したが、唐の支配下に置かれることを懸念した新羅は旧高句麗・百済領からの唐の排除を志向した。670年に高句麗の酋長剣牟岑が唐の地方官を殺害し、宝蔵王の外孫とされる安勝を奉じて新羅に亡命すると、新羅は安勝を「高句麗王」（後に「報徳王」）に封じて高句麗の亡命政権を抱え込んだ。新羅は翌年に高句麗の使者を倭国に朝貢させ、以後しばらくの間、新羅の使者が帯同して高句麗使が倭国へ送られた。これは新羅が高句麗を保護下に置いていることを外交的に示威する行為であり、「報徳王」の冊立とともに、新羅王権の正統性を内外に示し、唐が設置した安東都護府に対抗する姿勢を明らかにするものであった。
670年中には百済領をめぐって唐と新羅の衝突が始まった。唐は新羅の行動を責めたが、新羅は侵攻と謝罪使の派遣を繰り返しつつ領土を蚕食した。安勝の高句麗亡命政権もまた新羅軍の一翼としてこの戦闘に参加した。唐は674年に新羅征討のため軍を派遣したが、676年には伎伐浦で新羅が唐軍を破り、旧百済領を確保して唐を朝鮮半島南部から駆逐することに成功した。唐はこの年に熊津都督府を遼東の建安城に、安東都督府も遼東城に一旦遷して新羅の攻撃に備えた。唐はその後も新羅による旧百済領支配を認めなかったが、チベット高原に本拠を置く西方の吐蕃の勢力拡張によって朝鮮半島情勢への介入継続が困難となり、678年に新羅征討を断念した。この結果、安勝の高句麗亡命政権は存在価値を失い、684年に族人の謀反を切っ掛けに新羅に取り潰された。こうして旧高句麗領の南端部を含む朝鮮半島は新羅の支配の下に入った。
高句麗の遺民たちは様々な運命を辿った。高句麗が支配していた北部の領域ではその遺民の多くが唐によって営州（現在の遼寧省朝陽市）へ強制移住させられた。そして唐は捕らえていた最後の高句麗王である宝蔵王を遼東州都督・朝鮮王に封じて遼東に戻し、現地を安撫させようとした。しかし、宝蔵王は靺鞨と結んで反乱を企てたため四川に流されその地で死亡した。一方、モンゴル高原で東突厥が自立して再び強大な力を持つようになったため（突厥第二帝国）、営州は唐にとって東北方面の一大拠点として重要な位置を占めるようになった。
唐では690年に則天武后（武則天）が中国史上唯一の女帝として即位し、国号を周（武周）とした。696年に営州を契丹の族長李尽忠らが襲撃し、これを切っ掛けにして華北を席巻すると、武則天は突厥に助けを求め、その力によって契丹を撃破した。しかし武周は営州の支配権を取り戻すことはできず、現地の契丹を討伐して遼東を奪回するために遠征軍を派遣した。この討伐対象となった契丹反乱の余党の一部に乞乞仲象と大祚栄の親子が率いる一団があった。大祚栄の集団は営州に強制移住させられていた高句麗遺民であったが、それがいわゆる高句麗人であるのか、高句麗に従属していた粟末靺鞨人であるのかは不明である。大祚栄の集団は、この戦乱を切っ掛けに靺鞨人乞四比羽らとともに粟末靺鞨の中心地東牟山（吉林省敦化市付近）、あるいは松花江水系から牡丹江上流域へと逃れ、この地で振（震）国王を称した（698年）。この振国が後の渤海へと繋がっていく。
唐に移った高句麗の遺臣たちの墓も発見されている。中華人民共和国で西安、洛陽を中心に入唐高句麗人の墓が多数発見されており、2016年現在までに21点の墓誌が見つかっている。この墓誌によって数世代にわたり唐に仕えた彼らの動向が記録されている。この中には高句麗の内乱の中で唐軍を引き込んだ泉男生などの墓誌も含まれており、高句麗攻略に功績のあったことから唐でかなり厚遇されたことや、彼と唐の関係がスムーズに構築されたわけではないことなど、当時の外交関係の詳しい事情を伝えている。高句麗の遺民の一部には倭へ逃れた者もいたという。『続日本紀』によれば、武蔵国高麗郡（現在の埼玉県日高市・飯能市）は高句麗の遺民たちを移して設置したとされており、高麗神社・高麗川・日高市高麗本郷などの名にその名残を留めている。
その他多くの高句麗人がその後どのような歴史を歩んだかは明らかではない。
朝鮮半島では10世紀初め、新羅の王族の弓裔が高句麗の後継を主張し、後高句麗を建てて新羅北部の大半を占領して独自の勢力を築き上げた。その後、王建（太祖）が後高句麗（当時は泰封と号していた）を乗っ取り、同じく高句麗の再興を意識した高麗が朝鮮半島を支配することになる。

## 年表
- 前107年 - 漢が玄菟郡設置。文献史料上の固有名詞高句麗の初出。
- 前75年 - 漢が玄菟郡の郡治を永陵鎮に移転（第二玄菟郡）。
- 前37年 - 『三国史記』の伝説に基づく高句麗の建国年。
- 前32年 - 『日本書紀』天智天皇紀に基づく高句麗の建国年。
- 12年 - 句麗侯（君主）騶が新の王莽によって処刑される。
- 105/106年頃 - 漢が玄菟郡の郡治を現在の遼寧省撫順市の永安台古城に移転（第三玄菟郡）。
- 209年 - 高句麗王延優（山上王）が兄の発岐と争い、国内城（現在の吉林省集安市）で「新国」を建てる（以降の高句麗はこの「新国」である）。
- 242年頃-245年 - 魏が複数回に渡り高句麗に侵攻、首都丸都城（国内城と対になった山城）が陥落する。
- 313年 - 高句麗が朝鮮半島の楽浪郡を征服する。
- 342年 - 前燕（慕容氏）の慕容皝が高句麗に侵攻、首都丸都城が陥落し、高句麗は前燕に臣礼を取る。
- 369年 - 高句麗の故国原王が百済を攻撃するが失敗。
- 371年 - 故国原王が百済との戦いで戦死。
- 375年 - 前秦から僧順道・仏典・仏像などが高句麗に贈られる（高句麗における仏教公伝）。
- 396年 - 広開土王が百済を攻撃して58城邑の700村を奪取。
- 400年 - 新羅と倭の戦争に介入し、加羅の從拔城にて倭軍を大敗させる。
- 404年 - 帯方郡国境を越えて侵攻してきた倭軍を撃退。
- 413年 - 広開土王が死去し、長寿王が即位する。
- 427年 - 高句麗が平壌に遷都（現在の平壌市街ではない）。
- 455年 - 百済に侵攻する。
- 475年 - 高句麗が百済の王都漢城を攻略し、百済を一時滅亡させる。
- 491年 - 長寿王死去。
- 531年 - 安臧王が内紛により暗殺される。
- 545年 - 安原王死後における王位継承争いに起因する内乱。
- 551年 - 突厥による侵攻を受ける。同年、百済と新羅によって漢城が奪われる。
- 552年 - 長安城に遷都（現在の平壌市街に相当）。
- 558年 - 丸都城主干朱里による反乱。
- 581年 - 中国で隋が成立。
- 589年 - 隋が陳を平定、中国を統一する。
- 598年 - 隋が高句麗に侵攻、首都平壌まで隋軍が迫るが撃退。
- 612年 - 隋が高句麗に侵攻。
- 613年 - 隋が高句麗に侵攻。
- 614年 - 隋が高句麗に侵攻。
- 618年 - 隋の皇帝煬帝が殺害され、唐が成立。
- 642年 - 淵蓋蘇文がクーデターを起こす。栄留王とその側近を殺害し、宝蔵王を王位につけ自らが実権を握る。
- 645年 - 唐が高句麗に侵攻。
- 647年 - 唐が高句麗に侵攻。
- 648年 - 唐が高句麗に侵攻。
- 655年 - 高句麗が新羅に侵攻、33城を奪う。
- 660年 - 唐が海路で百済に侵攻し、新羅も唐に呼応。百済が滅亡する。その後百済遺臣たちが反乱を起こす（倭国の支援を受けたが、663年の白村江の戦いの結果鎮圧）。
- 661年 - 唐と新羅が高句麗に侵攻。
- 666年 - 淵蓋蘇文死去。その長子男生と、弟の男建・男産が対立し、男生は国内城へ逃れる。男生は唐に支援を求める。
- 667年 - 唐が高句麗に侵攻、男生と合流し遼東半島を征服。
- 668年 - 唐軍が高句麗の首都平壌を包囲してこれを陥落させ、高句麗を滅亡させる。
- 670年 - 高句麗王族とされる安勝が新羅に亡命、新羅によって「高句麗王」（後に「報徳王」）に封じられる。
- 684年 - 安勝の亡命政権が新羅に取りつぶされる。

## 言語
朝鮮半島から中国東北地方（満洲）に至る地域の古代の言語史料は乏しい。高句麗語も例に漏れず、文法構造や形態を明らかにする情報は残されていない。現代の高句麗語についての情報は、主として『三国史記』「雑志・地理」から得られる旧高句麗領の地名の分析による物であり、これによって若干の単語を復元できる。他に、古代の中国の史書には高句麗の言語と周辺諸族の言語の類似についての言及があるが、言語自体の具体的な情報は僅かである。
『三国史記』「雑志・地理」からの高句麗語の復元は、同一地名の音読名と訓読名が併記されているものから単語を再構成する手法で行われている。例えば「買忽一云水城（買忽は水城ともいう）」、「水谷城県一云買旦忽（水谷城県は買旦忽ともいう）」という記述から、買＝水、旦＝谷、忽＝城、という関係性を導き出すことが可能であり、買・旦・忽は音読表記、水・谷・城は訓読表記と考えられることから、高句麗語では「水」を意味する単語は「買」と発音したことが推定できる。だが、当時の「買」の発音はどのようなものであったか、という点に更なる推論が必要であり、中国の中古音や朝鮮漢字音（東音）の分析から*maiもしくは*mieなどの復元形が考えられている。「城」を意味する「忽」は、中国の史料に登場する溝漊（*kürü）、忽次（*xurc）、古次（*kuc）と同一の単語であると考えられる。同様に「谷」を意味する「旦」は*tanと復元される。
このようにして復元される高句麗語の単語は80例程であり、そのうちかなりの確実性を持つものは50例ほどと、質量ともに極めて不十分であるが、高句麗語自体の分析にも周辺諸言語との関係性の分析にも欠かせないものである。なお、この手法による高句麗語の再構成については、旧高句麗領の地名でも自動的にそれが高句麗語の地名であることは保証されないという重要な批判がある。そして『三国史記』に地名が記載されるのは基本的に旧高句麗領土のうち新羅に併呑された地域に限られるが、この地域が高句麗の支配下にあった時期が期間的に限られることなども指摘されている。既に述べた史料の残存状況が、さらに踏み込んだ分析を不可能なものとしており、高句麗語の詳細については今なおほとんどわかっていない。

### 周辺諸言語との関係
朝鮮語学者の李基文は、中国史料にある、高句麗、夫余（扶余）、東沃沮、濊の言語がほぼ同じであるという記述に依拠し、これらの言語が属する夫余系諸語（扶余語族）の存在を想定した。一方で、『三国志』や『北史』には粛慎、靺鞨（勿吉）の言語が高句麗語と異なるとする記録があることから、粛慎の言語がツングース系言語と想定されるならばツングース諸語と夫余諸語の違いが明記されていることとなり重大な意味を持つとする。この想定に立つ場合、高句麗語は具体的な言語史料が残る唯一の夫余語族の言語ということになる。ただし、高句麗語が使用されていた時代の粛慎語や靺鞨語には、漢字表記された人名以外に現存史料が存在せず、「従ってこれが今日どの言語に引き継がれているのか説明しようがない」（李基文）ものであり、粛慎などをツングース系とするのもあくまで後世の言語分布状況から類推した仮定に過ぎない。
これとは別に高句麗語をツングース語の一派とする伝統的な見解がある。このような見解の先駆者には河野六郎らがおり、彼は朝鮮半島南部と北部で別系統の言語が使用されていた可能性を指摘したが、金芳漢は『三国史記』にある高句麗の地名（朝鮮半島中部）から帰納できる言語は大枠として百済・新羅のそれと大きく異ならないとしてこの見解を退けた。一方、金は高句麗人の原住地が本来朝鮮半島内部ではないことを指摘するとともに、高句麗の全領土内で同一の言語が使用されていたとする暗黙の仮定に疑問を投げかけた。そして平壌方面に南下する以前の高句麗の言語と、朝鮮半島中部の地名に用いられている言語が同一ではない可能性に触れ、白鳥庫吉、村山七郎の先行研究も参考に、南下以前の高句麗語が（極めて貧弱な言語史料でしかないものの）中国の史書から想定する限り、ツングース諸語と密接な関係を持つと想定した。
この高句麗語をツングース系とする説明は広く普及し、しばしば用いられていた。ただし、現代の言語学においてツングース系であることが確実である史上最古の言語は12世紀頃から登場する女真語であり、言語学見地からは高句麗語の言語系統がツングース系であることは証明されていない。このため「少なくとも言語学的にみた場合，女真以前の国家や民族については、『ツングース』という用語を控えるべき段階にある。」とする指摘がある。
復元された高句麗語の単語には日本語、朝鮮語、ツングース諸語など、東アジアの諸言語との関係性をうかがわせるものも多い。例えば上に挙げた水を意味する「買（*mai/*mie）」は、ツングース諸語であるエヴェンキ語のmū（水）や、日本語のmidu（水）、中期朝鮮語のmir（水）、中世モンゴル語のmören（江、海）などと比較される。
日本語の系統論との関係では、高句麗語の数詞である*mil（三）、*ütu（五）、*nanən（七）、*tək（十）や、動物名である*usaxam（ウサギ）、地形を表す*tan（谷）など、類似した語形のものが数多く見出されることが長く注目されており、これを論拠に高句麗語と日本語の近縁関係を想定する論考も古くから出されている。
中期朝鮮語とも多数の単語の類似が指摘されており、高句麗語で「横」を意味する*esと、中期朝鮮語の*as、「黒い」を意味する高句麗語の*kəmərと中期朝鮮語のkəm、「牛」を意味する高句麗語*šüと中期朝鮮語syoなどが比較される。
ツングース諸語との単語の一致はこれらに及ばないが、高句麗語の*nuami（池、海）と、ツングース諸語のnamu/lamu（海）や、数詞の七である高句麗語*nanənとツングース諸語のnadanのようなものは特記すべきであると李基文は指摘している。村山・金らは高句麗語をツングース語とするにあたって、高句麗五部の部名をツングース語で解釈可能であるという推定を重要な論拠としている。これは、高句麗五部名（消奴部、絶奴部、順奴部、灌奴部、桂婁部）の構成要素である奴（那, *nā）を南ツングース語のnā（土地、地方）と同一とし、さらに部名をツングース諸語の方位語と関連付けるものである。具体的には、順奴部の順を満洲語のjun（左）・エヴェンキ語のjūn（東）、灌奴部の灌を同じくオルチャ語のχama-si（後ろへ）・満洲のama-si（後ろへ）・ソロン語のamailā（北）、絶奴部の絶をやはり満洲語のjulergi（前方・南方）などと対応するものと考えれば、五部名が方位語としてツングース語で解釈可能であるとする。

## 文化

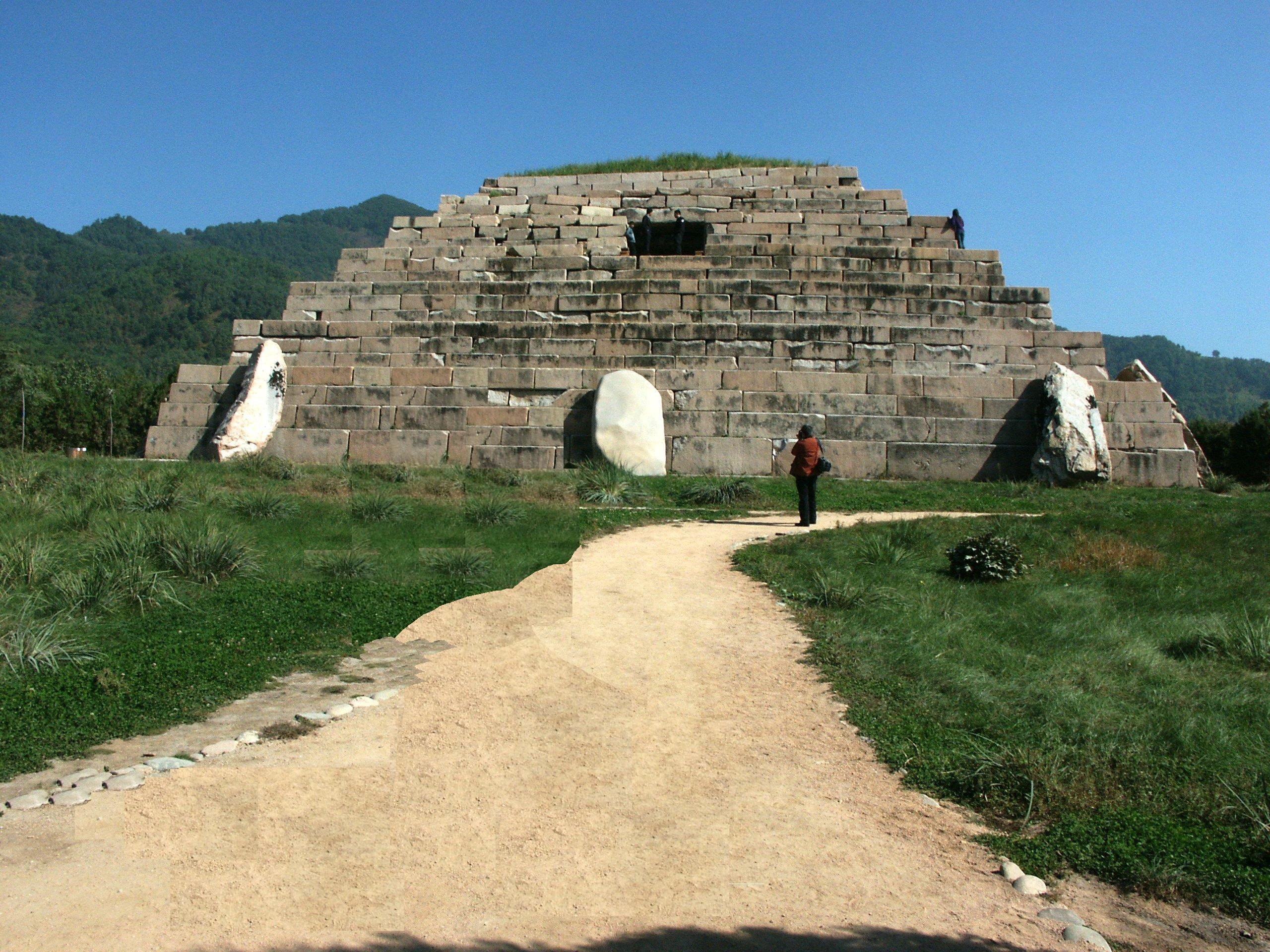
将軍塚。中華人民共和国、吉林省、集安

### 墓制
高句麗初期・中期の墓制は積石塚に代表され、後期には土塚、即ち横穴式石室をもつ封土墳に移行した。高句麗墓の特徴として古墳壁画が挙げられる。起源は中国の古墳壁画に求められうるが、すでに前期古墳にもみられるものであり、高句麗独自の風俗や文化を後世に伝えるものとして重要視されている。前期古墳では中国吉林省集安市付近のものが「高句麗前期の都城と古墳」として、後期古墳では朝鮮民主主義人民共和国平壌市・南浦特級市付近のものが「高句麗の古墳遺跡」として、それぞれ世界遺産に登録されている。

#### 積石塚
高句麗の初期・中期の墓制を代表するのが積石塚である。高句麗の積石塚は、川原石や塊石・切り石を積み上げ、中央に埋葬主体を置く形が通常である。積石塚は高句麗の初期から中期にかけて造営され、既に述べた通り、考古学的にはこれの出現をもって高句麗の始まりと見るのが一般的見解となる。
おおまかな発展過程としては、埋葬主体を石槨とする無基壇式のものが紀元前3/1世紀頃に登場し、次いで紀元前後に方形の基壇を持つもの、または方形の基壇が階段状に数層重なるものが現れる。3世紀末から4世紀の前半には中国の墓制の影響を受けて横穴式石室が導入され、5世紀前半の平壌への遷都と前後して積石塚の造営は終了する。この高句麗の積石塚は、前4世紀から前3世紀に遼東地方の鴨緑江近辺で見られる青銅器を副葬した積石塚にその源流があると考えられ、更にこれは東北アジアで紀元前1千年紀に発展した積石塚や支石墓に源流を持つかもしれない。
考古学者の早乙女雅博のまとめによれば、高句麗の積石塚は様々な学者によって3から5つの類型に分類されている。李殿福は1式から5式までの5種に、田村昇一は1式から3式までの3種に分類し、それぞれをさらにa,b,c類に分類した。朱永憲は、4種に、魏存成が5種に分類している。また東潮は7類型に分類している。概ね、基壇を持たない墳丘の中心部に埋葬主体を儲ける原初的な形態の無基壇式石槨積石塚と、方形の基壇を作りその上に石積みを行う方壇階梯石室墓に大別され、基壇の層数や羨道の有無、石室の天井の様式や床面の高さなどによって更に分類が行われている。
最も古い高句麗の無基壇式石槨積石塚は鴨緑江の南側、現在の北朝鮮の慈江道にある雲坪里古墳群や深貴里古墳群、下活龍古墳群などで見られる。雲坪里古墳群は鴨緑江の沖積平野の南北2000メートル、東西350メートルの範囲に、およそ200基の古墳が分布しているもので、概ね底辺が10メートル前後（最大20メートル、最小2メートル）、高さ1-2メートル（大型のもので3メートル）内外の積石塚が分布している。雲坪里4-8号墳や4-9号墳は方形化以前の形態を示し、川原石・山石を積み上げて不正形の楕円形の円丘が形成されている。
国内城に遷都した3世紀に方壇階梯石室墓が登場する。大型化も進んでおり、最大の物は鴨緑江の中国側にある太王陵で、一片66メートル、高さ14.8メートル（現存部）の正方形の積石塚であり、基壇は7段になりピラミッド状の外観を持つ。この墓の東北200メートルの位置に広開土王碑が立つことから広開土王の墓とする説もある。集安市付近には他にも大型の積石塚の代表例とされる将軍塚がある。将軍塚の方形基壇の底面は一片が31.58メートル、高さは12.5メートルに達し、以降石室が巨石化・定型化する。将軍塚の規模は先行する太王陵よりは縮小しているが、技術的な完成度は将軍塚の方が高く、そのためにこちらの方を広開土王の墓とする説もある。この時期には横穴式石室も導入されるが、これは中国の墓制の影響を受けたものと考えられる。
高句麗の積石塚は鴨緑江の中流域の両岸地帯に集中して分布する。そして、大型の物は集安、桓仁、渭原、江界、平壌のような拠点に建造されたが、とりわけ最大級の積石塚は集安に集中している。

#### 封土墳

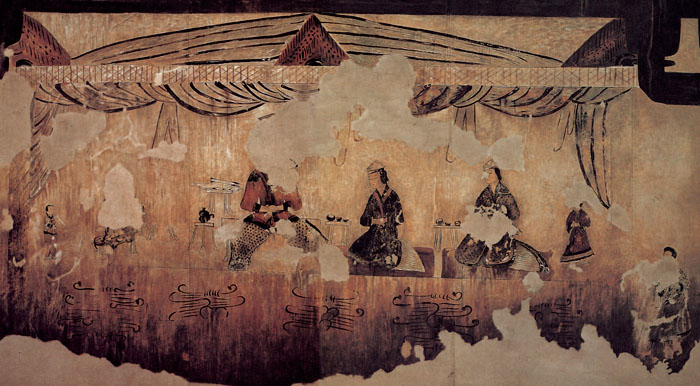
角抵塚の壁画。中華人民共和国、吉林省、集安

高句麗の後期には墓制は封土墳（石室墳）に移行した。石を積み上げて構築する積石塚に対し、封土墳は横穴式石室に土を被せて構築される墳墓で、平面プランは方形または円形となる場合が多い。基底部に列石を巡らせる場合には方形となる。東潮は石室の形状と構成に基づき、封土墳を5類型に分類している。それによれば各類型は以下のような構成となる。
1. 玄室と羨道からなる単室墓。羨道には小規模な龕（がん、壁に設けられた窪み）が取り付けられる[139]。
2. 玄室と羨道からなる。1類型で見られた龕が発達・大型化して側室に変化し、その天井が羨道よりも高くなったもの[139]。
3. 玄室と前室と羨道からなる。前室は羨道の左右に発達した側室が一体化し、一つの部屋となったもの[139]。
4. 玄室と前室と羨道からなる。前室がさらに発達し、玄室に匹敵する規模となったもの[139]。
5. 玄室と前室が分離し、それぞれ単独の石室を形成したもの[139]。

上記のうち、1-3類は4，5世紀に、4-5類は5，6世紀に見られる。ただし、時間的には完全に整然と1類から5類への変化が並ぶわけではない。また前述の通り横穴式石室は中国の墓制の影響を受けて成立したと考えられるが、高句麗の石室には楽浪・帯方や遼東地域の多様な石室墓の影響が見られるため、中国から高句麗への横穴式石室導入は1経路ではなく複数の系列で伝わったと考えられている。
この封土墳の中にはいわゆる高句麗の壁画墳が含まれており、集安地域では1995年時点で21基が発見されている。この地域では427年の平壌遷都以降も大型の封土墳が造営されていることから、有力な勢力がこの地に残存していたと推定される。封土墳の中には出土遺物や墓誌によって絶対年代を想定可能なものが存在する。吉林省集安市の洞溝古墳群にある山城下332号墳は、出土した帯金具が広東省広州大刀山の東晋太寧2年墓（324年）の帯先金具との類似によって、4世紀半ばから後半に位置付けられている。同じく集安の牟頭婁墓は、その前室に墨書された墓誌によって「国岡上広開土地好太聖王」の「奴客たる牟頭婁」の墓であることが銘記されており、また広開土王の死亡に言及していることからこの墓の造営は王の死亡した412年以後、5世紀半ば頃のものであることがわかる。牟頭婁は北扶余出身の有力者で、この墳墓には高句麗の建国神話や、彼の祖先の情報と、広開土王にどのように仕えたかが記録されており、高句麗王権の性質や神話、その支配下にある北扶余との関係などについて貴重な情報を提供している。また、同じく墨書墓誌によって墓主が判明している墳墓として北朝鮮の黄海南道安岳郡五局里にある安岳3号墳があり、357年（永和13年、「永」字は推定）に69歳で死亡した冬寿（佟壽）という人物の墓であるとされる。この墳墓は2000年現在、高句麗の壁画古墳としては最古のものと位置付けられ、この墓の存在によって4世紀半ばには確実に高句麗に横穴式石室が伝搬していることが証明されている。また、平壌の南西20キロメートルの南浦市には、409年（永楽18年）に没した「幽州刺史」の鎮という人物の墓がある（徳興里古墳）。墓誌には彼が仏門にいたことが銘記されており、高句麗における仏教の広がりを証明する墓となっている。
427年の平壌遷都後、王族の墓も巨大積石塚から石室封土墳へ移行し、壁画が導入され始めた。封土墳と石室は高句麗領内においてもその構造に地域差が見られるが、東潮は平壌地方の封土墳の石室について5つの特徴をあげ、特に平行・三角持ち送り式天井を持つ単室墓を平壌型石室と定義し、左の特徴に加えて片袖式の石室があるものを平壌型亜式と分類している。平壌式石室の造営は大同江と清川江（薩水）流域の限定された地域に集中するが、特に大同江流域を中心とする。この中でも現在の平壌市三石区域湖南里の湖南里古墳群、平壌市三石区域魯山洞の内里古墳群、平壌市三石区域長寿院洞の土浦里古墳群は、平壌城時代の王族・官人層の埋葬地であったと推定されている。5世紀末以降には高句麗の支配層の墓制が画一化していく。これは国制の整備に伴い、官位に応じて石室規模が規制されたためと考えられる。
平壌式石室の中でも壁画が描かれたものは上流階級の墓であったであろうと推定されるが、壁画が描かれた墳墓の分布も同様に地域的な偏りが見られ、大同江中流域から下流域、鴨緑江流域の集安、載寧江の流域に集中しており、高句麗の領土の中でもその造営が行われた地域は極めて狭い範囲に限られる。このような平壌型石室および壁画の地域的な偏りは高句麗の社会構造を反映したものと見られる。

### 仏教

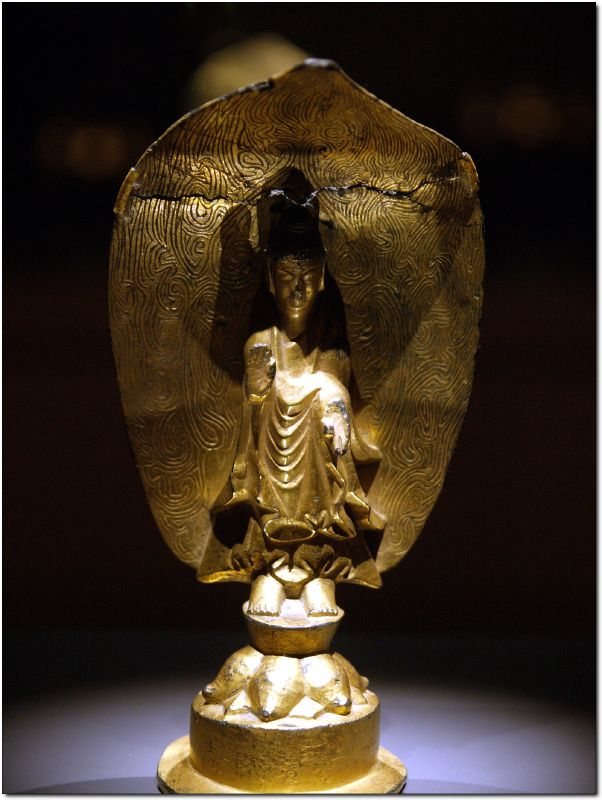
金銅延嘉七年銘如來立像。大韓民国、韓国国立中央博物館（ソウル）所蔵。延嘉七年は539年の可能性がある。高句麗と北朝の千仏信仰の関係を示す遺物としても注目される。

『三国遺事』『三国史記』によると、372年（前秦・建元7）、前秦の苻堅が高句麗に浮屠（僧）の順道を派遣し、仏像や経文を送ったことが高句麗の仏教の始まりである。これ以前に高句麗に仏教が存在しなかったと断言はできないが、372年を一応の画期とみなすことができる。また、374年には僧侶阿道（阿度）がやってきたという。順道、阿道については、それぞれに魏や東晋から来たという異伝も伝わる。魏から来たという伝承については年代的不整合のために史実性は乏しいが、彼らの高句麗入りについて複数の伝承が存在していたことを把握できる。
仏教公伝以前の高句麗仏教の存在を示唆するかもしれない記録として、慧皎の『梁高僧伝』巻4・竺潜に東晋の僧侶支遁（314年-366年）が僧の竺潜について「高麗道人」に書き送ったという記録が残されている。この「高麗道人」は高句麗人僧侶であるかもしれないが、どのような人物であるのかは不明である。しかし、仏教公伝前に高句麗人の間に仏門に入ったものが存在した可能性を示す。

#### 寺院
1995年時点において、仏教公伝当時の高句麗の首都集安では仏教寺院跡は確認されておらず、小獣林王によって建立されたと伝わる肖門寺（省門寺）・伊弗蘭寺もその位置すら不明である。一方で平壌では高句麗時代の寺院跡が複数確認されており、その他の地方にもいくつかの寺院跡が認められている。
高句麗の仏寺の特徴は、恐らく仏塔と見られる八角形の建物跡があることや、それを金堂と見られる建物が三方で取り囲む伽藍配置である（一塔三金堂式）。しかし、百済・新羅の仏寺と比べ高句麗の寺院跡の確認例は少なく、その詳細については多くの事が不明である。これは元々少なかったというよりは調査が不十分であることに起因すると見られる。
まず位置不明の肖門寺（省門寺）・伊弗蘭寺については、王権による建立という経緯を考えるならば、当時の首都集安に創建されたと見るのが自然であるが、『海東高僧伝』（1215年）引用の「古記」には肖門寺は後の興国寺、伊弗蘭寺は後の興福寺であると伝わる。このうち興国寺と言う名前の寺院は後の高麗（王氏）の首都松宮（現：開城）にもあったことが確認されており、これを理由に『三国遺事』は『海東高僧伝』の記録を誤りであるとしている。しかし、『勝覧』「平壌府・古跡」にも両寺院名が記載されており、同名の寺院が高麗（王氏）時代の平壌に存在したことは『高麗史』の記述によって確認されている。このため、集安に首都を置いていた時代であるにもかかわらず、高句麗最初の公的な仏教寺院は最初から平壌に建立された可能性もある。実際に広開土王時代には平壌に9寺を創建したという記録があり、集安時代に意識的に平壌が仏教の中心地として整備されていたかもしれない。もしそうであるならば、平壌周辺が当時中国から流入した人々の居住地とされていたことと無関係ではないであろう。先述の仏門にいた「幽州刺史」某鎮の墓はまさにこの時代に建造されたものである。
考古学的調査によって実像が明らかとなっている高句麗の寺院にはまず平壌の清岩里廃寺がある。この遺跡は平壌の王城跡とみられる清岩里土城内に位置しており、かつては王宮跡と考えられていたが、1938年の小泉顕夫（平壌博物館）の調査で寺院跡であることが判明したものである。中心部には八角形の建物跡（恐らく仏塔）があった。これは岩盤を八角台状に削り、その周囲に割石を並べて根石としたもので、一片約9.5メートルである。南側に門跡、東西および北側にそれぞれ大型建造物跡が発見されており、特に北側の建造物は正面32.46メートル、奥行き19.18メートルある大基壇の存在が推定されている。この寺院跡には高麗時代に新たな建造物が建てられたことも確認されており、それによって遺構の一部は大きく破壊されている。清岩里廃寺は『勝覧』「平壌府・古跡」にある金剛寺の記録と位置が一致することから、小泉顕夫によって498年創建の金剛寺に比定されている。
この他、やはり日本統治時代に発掘された平壌市大城区域林興洞の上五里廃寺、1974年に発掘された力浦区域龍山里の定陵寺址などで同じく八角形建物を中心とした仏教寺院の遺跡が発見されている。
その他、平壌以外の地方の寺院跡が2例知られている。一つは北朝鮮の平安南道平原郡徳浦里にある寺院跡である。これは1932年に盗掘された泥仏が売りに出されたことを切っ掛けにして、1937年に発掘が行われた遺跡で、高句麗寺院としては初めて発掘調査が行われた遺跡である。もう一つは黄海道鳳山郡土城跡で発見され1987年に紹介された土城里寺址である。いずれの寺院跡でも八角形の建物跡が検出されており、その周囲に建造物跡が発見されている。
既に述べたように、高句麗の寺院跡の基本的な伽藍配置は一般に一塔三金堂式であると見られているが、実際の発掘例としては清岩里廃寺以外に仏塔跡と金堂跡が全て検出された遺跡は不確定要素が残る定陵寺跡のみであり、確言はできない。高句麗の寺院と類似した伽藍配置の寺院は新羅の慶州にあった芬皇寺の創建伽藍や、日本の飛鳥寺などの例が知られている。高句麗の寺院の一般形態やこれら国外の寺院との相互関係の追求には更に多くの調査例が必要である。

### 道教
受容当初の高句麗の仏教は老荘思想を介して神仙信仰とともに信仰されたと見られている。神仙信仰はその後、民間信仰とも習合し、6世紀以降には道教として支配者層に広まっていったことが、古墳壁画に仙人・天女の描かれることからも窺える。
7世紀には公的に道教の導入が推し進められた。『三国史記』によれば、栄留王の7年の冊封の際、唐の高祖は使者に随伴させて道士を派遣し、高句麗国内で老子（『道徳経』）の講義を行わせた。『旧唐書』の記録ではこの時の講義は王・僧侶・俗人含め数千人が拝聴したという。宝蔵王の2年（643年）には淵蓋蘇文が儒教・仏教と共に道教が重要であるが、これが国内では未だ盛んでないと主張して、唐に道教を求めることが決定された。唐の太宗は高句麗の求めに応じて『道徳経』を下賜し、道士叔達ら8人を派遣した。宝蔵王は彼らに仏教寺院を館として与えた。
高句麗への道教の組織的な導入は、当時の唐と高句麗の間での一時的な緊張緩和と関係しており、唐側としては冊封体制の理念を補完するものとして道教を利用したのではないかとする推論もある。高句麗の他にも、唐への朝貢に伴って老子の教えを乞い『道徳経』の下賜を求めたケースとしては五天竺の伽没路国の例がある。唐においては道教は帝室の祖先崇拝とも結びついており、国王に必要な治道としてそれを与えることは地上世界を教化すべき皇帝の使命を具現化するものでもあった。受ける側でもこのことは認識していたと考えられる。
このような道教の公伝とは別に、それ以前から高句麗では五斗米道が流布していたという見解が存在する。『三国遺事』の記録では高句麗人が五斗米道を熱心に奉じていることを聞いた唐の高祖が道士の派遣を決めたという。しかし実際の伝搬経路、またその思想についての具体的な記録は無く、『三国史記』『三国遺事』の記述からあくまでもその可能性を指摘できるに過ぎない。中国文学者の土屋昌明は、『三国遺事』にある五斗米道は中国で流布していた実際の五斗米道を指すというよりも、単に道教全体を指す代名詞として使用された可能性を指摘する。また『三国史記』の淵蓋蘇文の言動などから7世紀初頭の段階でも高句麗に十分に道教は根付いていなかったとし、高句麗における道教の内的発展には疑問を呈している。

## 周辺諸国との関係

### 夫余（扶余）
夫余は東夷諸族の中でも最も早期に国家体制を構築した定住農耕民であり、その勃興は紀元前3世紀に遡ると言われる。その文献史料における初出は『史記』「貨殖列伝」であり、前漢の恵帝から武帝の頃の記事と見られる。後漢初期には中国との安定的な外交関係を構築し、魏代までには官位制の原型となるような制度も整備して周辺異民族をも支配していた。そして歴史学において長らく、高句麗と夫余は密接な親族関係を持ち、同族・同民族・同種族であるという見解が受け入れられてきた。これは歴代中華王朝の史書に高句麗と夫余の言語がほぼ同一であるとする記述があることや（#言語を参照）、夫余の建国神話が高句麗の建国神話と極めて類似した筋立てであることに依っている。
夫余の建国神話と高句麗の建国神話は概ね次のようなバリエーションが伝わる。
| 出典                                                                 | 本文 |
| -------------------------------------------------------------------- | --- |
| 『後漢書』巻八十五・東夷列伝（夫余伝）                               | 初め、北夷の索離國王が外出中に、その侍女が後（宮）で妊娠した。王は帰って侍女を殺そうとしたが、侍女が言うには「以前、天上に精気があって、大きさは鶏卵くらいでした。それが私のもとに降りてきたので妊娠したのです。」王は侍女を囚えた。その後とうとう男子が生まれた。王はその子を豚小屋に置かせた。豚は息を吹きかけたが、（その子は）死ななかった。また、馬小屋に移したが、同じことだった。王は（その子が）神だと思って、（侍女であるその）母に、収れて養うことを許した。名は東明という。東明は、成長して弓矢に長じた。王はその猛々しいのを嫌って、また殺そうとした。東明は、逃げて掩㴲水までやってきて、弓で（川の）水を撃った。（すると）魚や鼈（スッポン）が、みな聚まって水上に浮かんだ。東明はそれに乗って渡ることができた。それで夫餘（余）に至って王となった。 |
| 『梁書』巻五十四・列伝第四十八・諸夷                                 | 高句麗の（王家の）先祖は東明である。東明はもと北夷の橐離王の子であった。（橐）離王が外出中に、その侍女が後（宮）で妊娠した。（橐）離王は（王宮に）帰って、その侍女を殺そうとした。侍女が言うには、「以前、天上に精気があって、大きさは鶏卵くらいでした。それが私のもとに降りてきたので妊娠したのです。」と。（そこで）王は侍女を囚えた。その後とうとう男子が生れた。王はその子を豚小屋に置いた。豚は息を吹きかけたが（その子は）死ななかった。（そこで）王は神だと思って（侍女であるその母に）収めて養うことを許した。（その子は成長して弓矢に長じた。王はその猛々しいのを嫌って、また殺そうとした。それで、東明は逃げて、南方の淹滞水までやってきて、弓で（川の）水を撃った。すると魚や鼈（スッポン）がみな浮かんできて橋を作った。東明は、それに乗って渡ることができた。夫餘（余）に至って、そこで王となった。その後（夫餘の）一部が分かれて（高）句驪種族となった。 |
| 『魏書』列伝第八十八・高句麗百済勿吉失韋豆莫婁地豆於庫莫奚契丹烏洛侯 | 高句麗（の王家）は、夫餘から分かれ出た。自分達の先祖は朱蒙であると言っている。朱蒙の母は河伯の女（むすめ）であり、夫餘王のために室内に幽閉されていた。（ある時、彼女は、室内にさしこんできた）太陽の光に照らされ、身を引いて逃れようとしたが、太陽の光はどんどん彼女を追いかけてきた。やがて（彼女は）懐胎して一つの卵を産んだ。その大きさは五升ほどもあった。夫餘王はそれを捨ててイヌに与えたが、イヌは食べなかった。（王は更にその卵を）捨てて豚に与えたが豚もまた食べなかった。路傍に棄てたが、牛馬はそれを避けて通った。その後、野原に棄てたところ、多くの取りが集まってきて羽毛で卵を温めた。夫餘王は（その卵を）割ろうとしたが（殻を）破ることができず、ついにその母に返した。その母は卵を裏み、温かい場所に置いた。（やがて）一人の男児が、殻を破って生れ出た。成長するに及んで（彼は）朱蒙と字された。（夫餘の）俗言で朱蒙というのは、弓上手のことである。夫餘の人々は、朱蒙が人間の生んだ子でないので、反逆心があると思い、（彼を）殺したいと（夫餘王に）ねがいでたが、王は許さなかった。（夫餘王は）朱蒙に馬の飼育を命じた。（中略）夫餘の臣たちは、また彼を殺すと謀った。朱蒙の母は（この謀略を）ひそかに察知して、朱蒙に告げていった。「国（の人々）がおまえを殺害しようとするのは、おまえに（すぐれた）才略があるからです。どこか遠くへ逃げなさい。」。朱蒙は鳥引・鳥違の二人とともに夫餘を去って東南に逃走した。途中に大河があり、渡ろうにも橋がなかった。夫餘人の追跡ははなはだ急であった。（そこで）朱蒙は水（神）に告げて言った。「わたしは太陽の子、河伯の外孫である。いま逃走しており、追跡の兵がいまにも追いつきそうです。どのようにすれば（この大河を）渡ることができるでしょうか。」。すると（突然）魚や鼈（スッポン）がみんな水面に浮かび出てきて、彼のために橋をつくってくれた。（こうして）朱蒙は（大河を）渡ることができた。（渡り終わると）魚や鼈は（たちまち分かれ沈んで）橋を解きこわし、追跡して来た騎兵たちは渡ることができなかった。朱蒙は、ついに普述水にやって来た。（彼はそこで）たまたま三人（の男）に出会った。一人は麻衣を着ており、一人は納頃（木綿のちぢみで造った衣）を着ており、もう一人は水藻衣を着ていた。（三人は）朱蒙とともに紇升骨城に至り、ついにそこに居住し、高句麗と号してそれに因り（高の字を取って）姓とした。 |
| 『広開土王碑文』第一欄                                               | （我が高句麗は）惟れ、はるか昔に、始祖の鄒牟（朱蒙）王が基礎を創った国である。もともと北夫余の出身であった。（王は）天帝の子であり、母は河の神の女（むすめ）であって（常のひととは異なって）卵を割って誕生し、天からこの世に降臨して生まれながらに聖なる（1字欠）を持っていた。（6字欠）駕を命じ、巡り出でまし南下して、進む路は夫余の奄利大水に従った。王は大水の渡し場に臨むや、（大水の神に向かって）こういった、「我こそは、皇天（天帝）の子であるぞ、河の神の女を母にもつ鄒牟王であるぞ。我れの為に、水面に葦を集めて連ね、亀どもを浮上させ（葦と亀とで浮き橋を造らせ）よ。」。呼びかけに応じて、すぐさま葦を集めて連ね、亀どもを浮上させ、そうした後で浮き橋を造り、（王を向こう岸まで）渡らせた。（王は）沸流谷の忽本の西方の山の上に城を築いて、（高句麗の）都を創建した。 |

上に見る通り、高句麗の建国神話と夫余の建国神話は酷似しており、長らく民族的近縁性の根拠とされてきた。
一方、考古学的には高句麗が当初より積石塚を中心とするのに対して夫余は土壙墓または木棺墓であり、その墓制の大きな違いから両者の関連性は見出し難いことが指摘されている。そして、高句麗王権による夫余との同族性についての宣言は、高句麗の政治戦略の一環として唱えられたものである可能性が高いと見られており、その神話の形成過程については古くから議論されている。李成市は、高句麗による夫余との同族性の強調は政治性が遺憾なく発揮されたものであり、高句麗の東夫余征服の正当性確保や高句麗王権と夫余系貴族との一体感の醸成や、東夷の中でも随一の歴史の古さを誇る名族としての夫余のステータスを必要としたことなど、現実の政治情勢における必要性と強く連動して行われたものであるとする。そして、高句麗と夫余の建国神話は、外形的には似通っているが、神話の類型としては重要な差異があり、両者が単純に同一の神話を持つという前提に立つ事はできないと言う。
ただし、その同族性の問題は置くとしても高句麗の歴史に夫余が大きな影響を与えていることは疑いえない事実である。既述の通り、夫余は東夷の中でも古くから栄えた有力な勢力であったが、285年には鮮卑の首長慕容廆の攻撃を受けて一時滅亡した。その後西晋の支援を受けて四平周辺で復興（東夫余）したが、346年にも慕容皝（前燕）による攻撃を受けて五万余口が慕容氏の根拠地であった遼西地方に強制移住させられるなどした。その後の夫余の歴史は不明点が多いが、時代が進むと共に彼らは高句麗に依存・隷属するようになっていき、最終的に494年に勿吉に追われた夫余王が国をあげて高句麗に降ることでその歴史を終えた。この過程で長期に渡り夫余族が高句麗やその周辺に流入し、高句麗の臣下として仕えるようになった。その実例として広開土王に仕えた中堅貴族牟頭婁の墓が見つかっており、4世紀頃から北夫余出身の彼の祖先が高句麗王権に奉仕し、慕容氏との戦いで活躍したことが墓誌に残されている。この流入した夫余の人々こそが、4世紀代の高句麗発展の中心的な担い手であったとする見解もあり、また古くからの五部（五族）からの卓越した地位を求めた高句麗王権がその超越性と正統性を新たに流入した外部の夫余族に求めた可能性もある。いずれにせよ、高句麗と夫余の同族説や類似した建国神話の構築は、夫余族の高句麗国家への参与があってこそ可能であったと見られる。

### 中国
高句麗や夫余（扶余）を含む東夷諸族の政治的集合には漢が設置した楽浪郡や玄菟郡による郡県支配が大きな影響を与えていた。『三国志』は高句麗が漢代に玄菟郡に属していたと記録しており、そこでは高句麗県令が管理していた名籍（名簿）に従って「朝服衣幘」（衣冠）の授受が行われていた。このような儀式は漢による「支配」であると同時に、高句麗にとっては王権を荘厳するための装置でもあり、漢から正式に承認されることで、漢の郡との通交を管理・独占し、統治機構の組織化を図る行動でもあった。高句麗や夫余は漢の郡県支配に対して反抗と帰順を繰り返しつつ国家形成を進めた。当時、先行する夫余や後発の朝鮮半島の馬韓・弁韓・辰韓等の韓族もそれぞれ漢の郡県からの圧倒的な影響力のもと、これと多様な関係を結びつつそれぞれの政治的集合を始めており、高句麗の国家形成もこれと同じく当時の東夷諸族の間の大きな潮流の中の出来事であった。
4世紀、中国が五胡十六国時代に入ると、中華王朝の郡県は消失し、夫余・高句麗に続いて百済、新羅、倭国なども本格的な政治体制を形成し始めた。一方で、華北の争乱は東夷諸国、とりわけ隣接する夫余・高句麗も巻き込んでのものとなり、遼西に興起した鮮卑慕容氏が建てた前燕・後燕と高句麗の間で、前代までの中華の統一王朝との抗争をも凌駕する規模で激しい争いが生じた。軍事面において慕容氏の脅威は大きく、高句麗はその攻撃を受けて首都丸都城を落とされ臣礼を取らねばならなかった。一方で、この時代中国の戦乱から逃れてきた漢人たちが高句麗の領内に流入し、その発展に大きな役割を果たすようになる。五胡十六国時代の間に戦乱や政争に敗れた華北の王朝からたびたび有力者が亡命したことが各種の記録に残されている。こうした漢人たちのうち、既に述べた冬寿のように旧高句麗領内で墓が見つかっている例もある。彼は『資治通鑑』にある慕容皝の攻撃から逃れて前燕から336年に高句麗へ亡命した佟壽に対応すると見られ、彼の墓である安岳3号墳は同時代の朝鮮半島では墓室面積において最大の墳墓であり、高句麗王陵を凌ぐ規模を誇る。この事実は4世紀半ばにおいても高句麗支配下にある朝鮮半島北部において楽浪郡以来の中国系の人々が相当程度自律的な勢力を保っていたことを示すものと見なされている。
こうした中国系の人々と高句麗の関係は、次第に強化される高句麗王権によって徐々に変化し、5世紀初頭に属するやはり亡命漢人の某鎮の墓からはその進展が見て取れる。冬寿の墓ではもはや実質を失っていた東晋の年号と生前の官位が記されているのに対し、某鎮の墓には高句麗の年号が用いられるとともに高句麗の官位が銘記されており、高句麗王権の政治体系に服する姿勢が明瞭に表れている。
この流入漢人たちが具体的にどのように高句麗国家の建設に関与したのかを読み取れるような史料はほとんど存在しない。しかし、『三国史記』「百済本記」には以下のような記述がある。
李成市はこの記述において馮氏（北燕）の滅亡後に高句麗に逃れた残党が高句麗の強大化に大きな役割を果たしたことがあることから、「華北の争乱を背景に東奔した人士が、高句麗の地において果たした役割が決して小さいものでなかったことを、ここからいささかなりとも読み取ることができるのではないかと思う」（李成市）と述べる。また、実際に中国史書には5世紀以降、外交・軍事に中国姓の者の活躍がみられ、高句麗は中国系人士を外交交渉や軍事活動に登用していたと推測もできる。
5世紀の長寿王代には西方国境の安定が模索された。この方針の下、華北を統一した北魏への朝貢や東晋を始めとした南朝への入朝を通じてそれぞれとの関係が安定したことで、朝鮮半島への拡大策に大きく舵を切る事が可能となり、475年には百済の首都漢城を落城させて朝鮮半島の中央部以北をその支配下に収めるに至った。ここに至る一連の戦争において、百済は南朝やそれまで通交を持ったことが無かった北魏へ救援要請を行っているが、北魏は高句麗の忠節（高麗の藩を称する）を挙げてこれを拒否した。南朝もまた同様の論理でこれを拒否したとも考えられ、この経過は高句麗の外交的勝利でもあった。この南北両朝との通交と西方国境での安定策は、基本的には7世紀まで200年にわたって高句麗の基本的な対中外交方針となった。
6世紀後半に隋が中国を統一すると、このような外交的条件は根本的に変化した。隋と国境を接する高句麗は、海上で隋と接する百済に続き590年には隋への遣使を行った。以降、東アジアでは隋を中心とした一元的な国際秩序が形成されていく。しかしこれは南北両朝の存在を前提に北朝の脅威に対応してきた高句麗にとっては深刻な事態であった。この変化は実際には高句麗と対立する靺鞨（粟末靺鞨）や高句麗の領内に居住する契丹人が隋と結びついて高句麗王権から離反する動きとして現れ、これらを鎮圧しようとする高句麗の行動と関連して隋による高句麗遠征が行われ、最初の遠征が失敗した後も、高句麗と突厥の結びつきに脅威を覚えた隋の煬帝は遠征を繰り返した。
隋による度重なる高句麗遠征は最終的に失敗に終わり、隋滅亡の重要な要因の1つになったと考えられている。しかし、隋が滅亡したあと成立した唐もまた継続的に高句麗遠征を繰り返し、百済を先に滅ぼし新羅の戦力も加えた唐によって668年に高句麗は滅ぼされることとなった。

### 百済
百済は朝鮮半島中西部の馬韓諸国が統合されて成立した国である。この統合の時期は概ね4世紀半ばと見られるが、馬韓の統合には高句麗の存在が大きく影響したと考えられ、百済は高句麗との交戦の中で国際舞台に登場し始める。百済は高句麗と同じく夫余から出たという同族神話を持っているが、この様な神話は政治性を強く帯びていることが推測されることもあり、単純に史実であるとは認め難い。

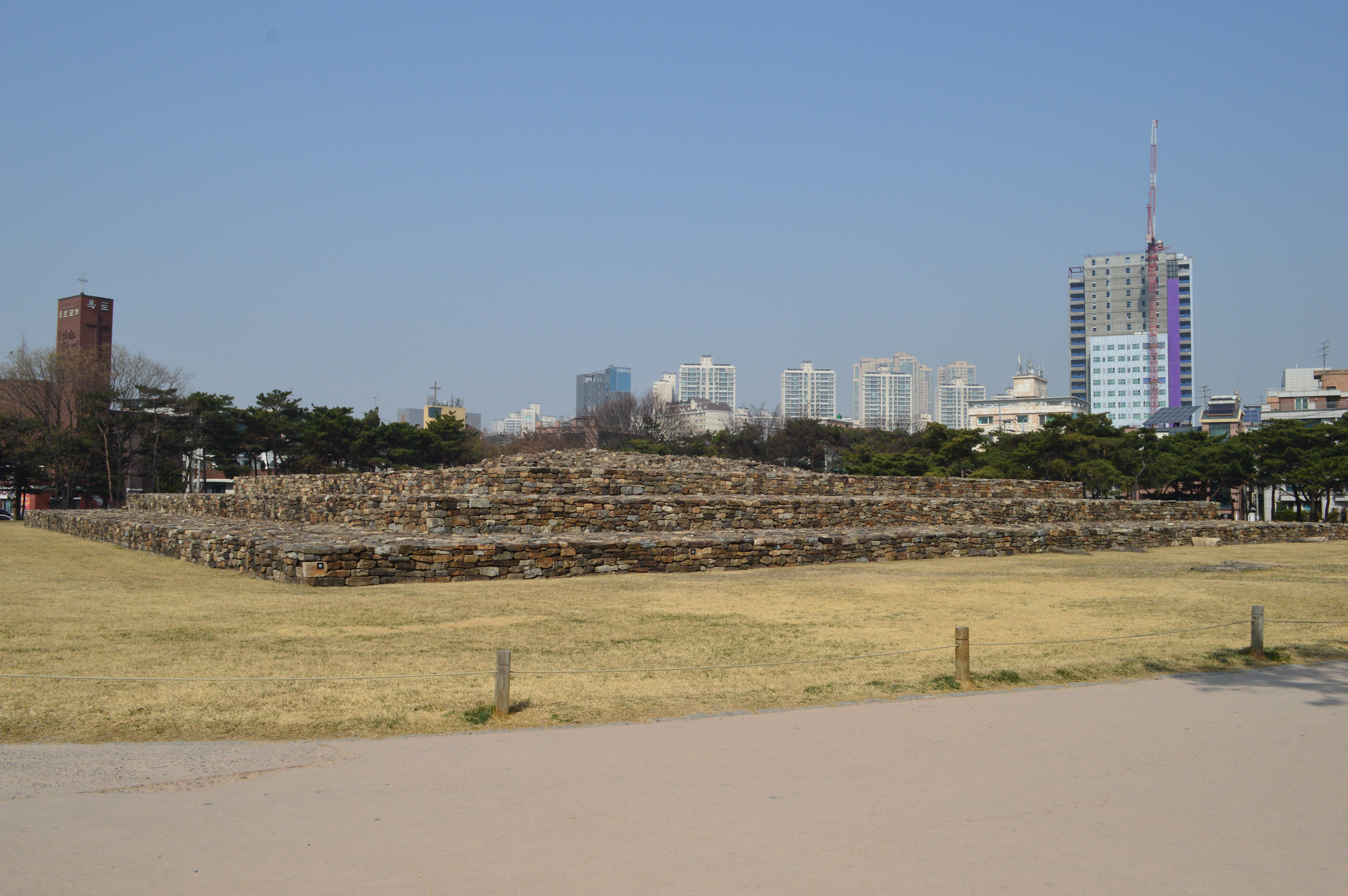
現在のソウル市にある石村洞3号墳。高句麗の影響を受けたと見られる積石塚。

建国期の百済において高句麗からの影響を示すものとして注目されるのは現在のソウル市に残されている高句麗式の積石塚の存在である。4世紀後半の石村洞3号墳をはじめとするソウル市の積石塚は、内部に粘土を充填するなど百済独自と見られる要素もあるが、石積みや墳丘から瓦が出土する点など、全体として高句麗の墓制の影響を受けて造営されたものと見做すのが一般的である。夫余の墳墓に積石塚が見られないことから考えて、これは高句麗と百済が同じく夫余から出たことを示すというよりは、高句麗系の人々が百済の支配地へ流入した可能性を表しているとも考えられる。夫余族を媒介にした高句麗と百済の同源神話はむしろ、後発の百済が高句麗との対立の中で、同族であることを標榜することで立場を強化しようとして流布したものであろう。
4世紀末から5世紀初頭にかけて、広開土王の下で高句麗は百済を支配下に置くべく繰り返し戦った。この間の事情は『広開土王碑文』に詳しい。それによれば、百済は古より高句麗に朝貢する「属民」であったが、391年に倭が百済を「臣民」としたため、高句麗は396年に百済を破り、これを「奴客」とした。そして高句麗は百済から58の城邑の700村を奪うとともに、百済王に忠誠を誓わせて王子らを人質とした。百済はなおも倭国と「和通」して高句麗に対抗しようとしたが、400年に高句麗は新羅へ進軍して新羅王都を占領していた倭軍を撃破し、朝鮮半島南部の任那加羅にまで進撃したという。高句麗は404年の帯方地方への倭軍の攻撃も退け、407年には再び50,000の大軍をもって百済を攻撃し、7城を奪った。
この『広開土王碑文』の「奴客」という表現や、古の昔から百済が高句麗の「属民」であったという記録は、高句麗が認識していたあるべき過去に基づいて増幅された誇張であるという指摘がある。上記の碑文の記述を信ずるならば、「古より高句麗の属民であった百済」は391年に倭によって高句麗から離脱し、396年に再び高句麗の「奴客」となったものの、翌397年には再び高句麗から離れ、その後数度に渡り領土を削られつつも、広開土王の治世中には最終的に高句麗の勢力圏外にありつづけたことになるためである。同碑文はこれを反映してか、百済に対する明確な敵意を表現しており、その国名を百残という蔑称で表記している。
『広開土王碑文』は高句麗が百済から奪った領土・領民の支配についての情報も現代に提供している。碑文において百済から奪った領土の住民は「新来の韓と穢（濊）」（新来韓穢）と呼ばれており、その地から広開土王墓の守墓人を徴発したという。新来韓穢の地名は実に36に及ぶが、その地名中に登場する韓、穢字の登場や文章の分析から、高句麗が略取した百済領では韓族が多数を占め、一部の地域で韓・濊の混住状態があった事が見て取れる。濊族は古くから朝鮮半島の広い範囲、少なくとも京畿道や江原道・咸鏡南道の東海岸一帯に広く居住していたことが考古学的に確認されており、韓族と同じく定住集落を形成していた。濊族は古くから高句麗と密接な関係を持ち、『三国史記』によれば高句麗の領導下で対百済の戦いに参加していたという。高句麗では「城」の下に複数の「村」（定住村落）が所属するという城村支配が広く行われていたが、百済による韓・濊支配は同様の支配体系を既に持っており、高句麗は旧来からの濊族支配を背景に、百済の支配体制を包括する形で新たな領土を支配したと考えられる。続く長寿王時代には更なる南進が企図され、高句麗は475年に百済の首都漢城を陥落させて一時的に滅亡させることに成功した。
6世紀に入ると、復興した百済は新羅や倭国との間で伽耶地方を争奪しつつ次第に国力を強めた。548年に高句麗と百済の戦いは再燃し、高句麗は6,000人の濊兵をもって百済を攻撃した。以降、百済は新羅と連携して高句麗に対処し、551年には百済・新羅の連合軍によって漢城を占領されるに至る。その後、新羅の強大化がはっきりし始めると、高句麗と百済は対立しつつも対新羅戦においては連携するという複雑な外交が展開された。
6世紀末から7世紀にかけての隋・唐による高句麗遠征が度重なる失敗に終わった後、唐は高句麗の背後を掣肘するために先に百済を滅ぼす策を取り、660年に百済は滅亡して高句麗は南北から挟まれることになった。その後百済遺臣たちが起こした百済復興運動を倭国が支援したことは『日本書紀』に詳しいが、高句麗も百済の残党を支援していたことを唐側の史料から読み取ることができる。唐が建立した『大唐平百済国碑銘』には「東伐親鄰,近違明詔,北連逆豎,遠応梟声。」という記載があるが、これは滅亡前の百済が詔に従わず北の逆豎（高句麗）と連合し、遠くの梟（倭）に応じて東の親鄰（新羅）を伐ったことを責める文章である。また、『旧唐書』「百済伝」には鬼室福信や王子扶余豊らが高句麗・倭と連合して反乱したと記されている。結局百済復興運動は鎮圧され失敗に終わったが、鎮圧後に扶余豊や複数の百済遺臣が高句麗へと逃げ込んでいることも、高句麗が百済復興運動を支援していたことを証明するものであろう。

### 新羅
百済と同じく、新羅もまた4世紀半ばに国際舞台に登場する。新羅の勃興にも高句麗は大きな影響を与えたと考えられている。4世紀後半から5世紀前半の高句麗と新羅の関係の基本史料となるのも広開土王碑文であり、碑文は百済と同じように新羅が古くより高句麗に朝貢しその属民であったと記す。『三国史記』には新羅王奈勿尼師今（在位：356年-402年）37年（392年）に高句麗の使者が新羅を訪れ、新羅はその強盛を見て王族の実聖を人質に送ったという記事が存在するが、これより以前の、碑文に書かれた新羅の高句麗に対する臣属については、高句麗の認識していた漠然とした過去を語ったものとして史実とすることに否定的な評価が長く採用されている。このことは同一の条文にある百済の高句麗への臣従の情報に大きな誇張が含まれていると見られることや、倭が百済・新羅を臣民としたという記述の史実性の評価とも関連する。
その後、倭軍によって王城を攻撃された新羅が399年に高句麗に救援を求めたことが同碑文に見え、高句麗の広開土王はこれを受けて翌年、新羅に駐留していた倭軍を放逐し、「任那加羅」まで追ったという。『広開土王碑文』の倭軍放逐後の高句麗と新羅の関係を記した箇所は摩滅によって判読不能の箇所が多く確実ではないが、概ね「古くより新羅が朝貢しなかったことはないが、高句麗の救援を喜んだ新羅はこの時より王自らが朝貢を行った」という記述があるということで学者の見解は一致している。以降の高句麗に対する新羅の臣属は概ね間違いなく、特に中原高句麗碑と呼ばれる高句麗が建設した碑文にその具体的な姿が描かれている。この碑文は421年頃、または481年頃の建設と見られるもので、高句麗の「大王」と新羅の「寐錦（王）」が兄弟の関係にあったと記す。そして前者が兄、後者が弟であり明確に高句麗を上位者とした国際関係を記録している。さらに、高句麗は新羅の寐錦に衣服を下賜し、新羅領内に駐留する「新羅土内幡主」が軍夫として人を募っていたという。これらは5世紀の高句麗に対する新羅の臣従が相当程度実質的なものであったことを示す。また衣服の授与は新羅の官制について高句麗からの影響があったことを示唆する。
新羅は徐々に国力を増し、高句麗支配からの脱却を目指した。『三国史記』によれば450年に新羅人が高句麗の辺将を殺害した。この時高句麗は新羅討伐を計画したが、新羅側が謝罪したため出兵は中止されたという。しかしこの頃には新羅の高句麗からの離脱傾向は明らかになり始め、454年には高句麗が新羅領北部に侵攻、翌455年には高句麗と百済との戦いで新羅が百済に援軍を派兵したことが『三国史記』に残されている。同時期の高句麗と新羅の争いは『日本書紀』にも記録されており、475年の百済の一時滅亡の際にも新羅は百済への援軍を提供している。
6世紀に入ると新羅は伽耶への勢力拡張を図ると共に「王」号の使用、官位制の整備などを行い、飛躍的な国力の増強を遂げた。551年には小白山脈を越えて北上して高句麗の10郡を奪取し、552年には百済と共に占領した漢城を自領とし553年にはその地に新州を置いた。その後、6世紀後半には新羅は中国南国両王朝との間に独力での外交を展開した。こうした新羅の強大化と北進は高句麗に大きな脅威を与え、高句麗は半世紀近い歳月をかけて現在の平壌市街にあたる場所に本格的な都城（長安城）の整備を行った。
中国で隋・唐が統一を達成すると、その脅威に晒された高句麗は百済と結んで新羅に圧力を加えるようになった。642年には百済の攻撃を受けて窮地に陥った新羅は王族の金春秋を高句麗に派遣して救援を求めたが、高句麗の実権を握っていた淵蓋蘇文はこれを拒絶し逆に百済と共に新羅を攻撃しようとした。その後、唐に支援を求めた新羅は、実際に唐軍が朝鮮半島に出兵すると、唐軍と共に百済、次いで高句麗を攻撃し、百済と高句麗は相次いで滅亡した。そして唐軍が直接朝鮮半島を支配しようとすると、新羅は今度はそれを排除すべく高句麗の亡命政権を一時保護するなどし、最終的に唐軍を朝鮮半島から撤退させて朝鮮半島中部以南の支配を確実なものとした。

### 日本（倭国）
高句麗と倭国との関係を示す記録が登場し始めるのは4世紀後半からである。高句麗が残した広開土王碑文は4世紀末から5世紀初頭にかけての倭の動向を記録する数少ない資料であり、それによれば朝鮮半島を南下する高句麗と百済・新羅へ勢力を拡張する倭との間で大きな戦いがあり、最終的に広開土王が倭を駆逐することに成功したという。この碑文の倭関係記事の史実性を巡っては長く論争が続いているが、高句麗の南下とそれに対する百済の対抗と言う政治情勢の中で倭国は朝鮮半島の外交舞台に登場し始める。
広開土王碑文は高句麗に対抗するために百済が倭と「和通」したことを伝える。これに対応する記録として『三国史記』や『日本書紀』に百済が王子を質として倭国へ出し好を結んだという記述があり、百済が倭国との提携によって高句麗に対抗しようとしたことは概ね史実と見て良い。広開土王碑文の字面通りには百済・新羅を臣民とした倭国は高句麗の主要な敵であり、その戦いは最終的に高句麗の勝利によって終わったとなるが、碑文中の倭国と百済・新羅の関係、外交上の倭国の主導権などについては激しい議論が重ねられている。
倭国は5世紀の間、朝鮮半島への勢力拡大を志向しており、いわゆる倭の五王は中国の王朝に対して高句麗領域外の朝鮮半島南部の軍事権を持つ役職の除正を繰り返し求めている。そして特に倭王武が漢城陥落の後に宋へ出した上表文に象徴されるように、倭は高句麗への対抗意識を鮮明にしており、中国王朝に倭が求めた官爵や、この頃から使用されるようになった倭の「大王」号は高句麗を意識したものであるとも考えられる。
上記のように一般に初期の高句麗と倭の関係は敵対していたことを示す各種の証拠が見られるが、一方で413年に高句麗の使者が倭人を伴って東晋に入朝したという記録がある。しかし、この時高句麗の使者に同行した倭人の性質についてはよくわかっていない。高句麗と倭の共同入朝などの説もあるが、戦いで捕虜とした倭人を随行したなどと解し、あくまで高句麗の外交の文脈で理解する見解が一般的である。
その後、若干の空白期間を開けて570年の高句麗から倭への遣使の記録が現れる。『日本書紀』は応神天皇23年条などにこれ以前の高句麗との交渉についての記述を残してはいるものの、この570年の高句麗からの遣使が高句麗と倭国の確実な外交関係形成の最初の物であるという点で多くの論者が一致している。この高句麗の倭への接近は、当時の新羅の勢力拡大を背景にしたものであると見られる。当時高句麗は北進する新羅に次々と南部の領土を制圧されており、551年にはかつて百済から奪った漢城も失っていた。更に中国の南北両朝とも新羅が積極的に関係を持ち始め、新羅は高句麗にとって軍事上の脅威となっていた。このためいわゆる任那の滅亡によって朝鮮半島への足掛かりを失っていた倭国との連携によって新羅の背後を掣肘しようとしたものと考えられる。実際にはこの時の交渉は相互の不信感や前例がない状況でのトラブルが相次ぎ、特に実を結ぶことなく終わったが、589年に隋が中国を統一すると、南方の新羅と戦いつつ隋の脅威にも対処するという二正面の対応を迫られた高句麗にとって倭は戦略上重要な存在となり、590年代にはより積極的な外交関係の構築が模索された。595年には倭国に高句麗の僧慧慈が渡った。『日本書紀』は聖徳太子が慧慈に仏教を学んだことを記し、20年に渡り滞在した後に帰国した後も音信を保っていたという。慧慈の他、播磨国で蘇我馬子に見出されたという高句麗僧恵文の名が伝えられ、また倭国から高句麗へ行善が留学僧として渡った。
李成市は、当時の東アジア外交では仏僧は大きな役割を果たしており、高句麗側の記録が残らないため推測の域は出ないものの、ほぼ同時期に突厥に送られていた高句麗使（このことは隋の煬帝に高句麗遠征を決意させる要因の1つとなった）と同様に、対隋体制の構築を目指した高句麗の姿勢が慧慈を巡る日本側の記録に反映されたものであるとしている。実際に601年には倭国から高句麗に大伴連囓が派遣されており、高句麗と倭国が新羅攻撃での連携を図ったことが記録に残されている。ただし実際にはこの時は倭国は新羅を攻撃することなく、圧力をかけることで「任那の調」を収めさせることを目指した。

#### 日本列島における高句麗人の痕跡
他の朝鮮半島諸国からの移住と同様、日本列島への高句麗人の移住の痕跡は考古学、文献学双方において存在する。
長野県にある日本最大の積石塚古墳群である大室古墳群や針塚古墳は、高句麗の墓制との関係を指摘する意見がある。また、東京都狛江市の狛江古墳群に属す亀塚古墳もその壁画などが高句麗の物に類似することから渡来人との関係が注目された。
また、狛、巨麻の古代地名は以下の例のように近畿、関東に分布する。
- 甲斐国巨麻郡（現在の山梨県巨摩地域）
- 武蔵国多磨郡狛江郷（現在の東京都狛江市周辺）
- 河内国大県郡巨麻郷
- 河内国若江郡巨麻郷
- 山城国相楽郡大狛郷、下狛郷

また、倭国に移住した高句麗系の人々の中に画師として活躍した人々の多いことが注目される。『日本書紀』『新撰姓氏録』などに記録される黄書画師と呼ばれる人々は高麗国人久斯那王の後裔とされ、『天寿国繡帳』に「画者」の1人として高麗加西溢（こまのかせい）の名が記録されている。また、斉明天皇代には高麗画師子麻呂（狛竪部子麻呂）や、高句麗系の黄書画師と関係が深く、遣唐使に加わって唐に渡ったとも伝えられる黄文本実（黄書造本実）（きぶみのみやつこほんじつ）などの存在も伝わる。彼らは倭国内の仏教寺院の建設や仏画の作成などに大きな役割を果たしていた。
668年に高句麗が滅亡すると倭に亡命してきた高句麗人もあった。『日本書紀』の記録によれば685年（天武天皇14年）には大唐人、百済人、高句麗人あわせて147人に爵位を授け、翌686年には高句麗・百済・新羅の男女および僧尼62人が献上されたという記録がある。高句麗から渡って来た遺民たちは駿河・甲斐・相模・上総・下総・常陸・下野など、関東一円に居住させられたが、716年には1799人が武蔵国に遷され高麗郡が置かれた。高麗郡大領となる高麗若光は666年に来倭した記録がある玄武若光と同一人物と見られ、703年には高句麗の王族に連なることを意味する高麗王（こきし）の姓が贈られている。彼は実際に高句麗王族だとも推測もされるが、明確な出自は不詳である。高麗郡高麗郷の地である埼玉県日高市にはこの高麗王若光を祭る高麗神社が今も鎮座する。ほかにも『新撰姓氏録』には以下のような高句麗系氏族が見られる。
- 狛人…高麗国須牟祁王の後（河内国未定雑姓）
- 狛造…高麗国主夫連王より出（山城国諸蕃）
- 狛首…高麗国人安岡上王の後（右京諸蕃）
- 狛染部…高麗国須牟祁王の後（河内国未定雑姓）
- 大狛連…高麗国溢士福貴王の後（河内国諸蕃）
- 大狛連…高麗国人伊斯沙礼斯の後（和泉国諸蕃）

こうした高句麗遺民の子孫と見られる人々の中には、その後対渤海外交にその足跡を残している者もいる。

## 王権と王系

### 王系譜
高句麗の王統・王系について記述した現存最古の文献史料は広開土王碑文である。広開土王碑文の冒頭では北扶余出身で天帝と河伯の娘の子である始祖鄒牟（東明聖王、朱蒙）、その子である儒留（瑠璃明王）、大朱留（大武神王、大解朱留王）と言う建国初期の3王について触れられ、広開土王（好太王）は「十七世孫」であると記述されている。このことから、広開土王時代には高句麗は既に整理された王系伝承を持っていたと考えられる。一方『三国史記』「高句麗本紀」では初期の3王は東明聖王、琉璃明王、大武神王であり、それぞれに広開土王碑文と対応する異名が付されていることから、『三国史記』所伝の王統譜は広開土王碑文の伝える伝承と密接な関係にあったことがわかる。一方で広開土王を「十七世孫」とする伝承については、『三国史記』の記述とどのように整合させるかを巡って長く研究が続けられている。
初代王の鄒牟（朱蒙）について伝える記録には『広開土王碑文』『魏書』『三国史記』がある。これらの記録は細部は異なるものの、夫余（扶余）の地から逃れた高句麗の始祖鄒牟（朱蒙）が大河を渡って南の地に高句麗を建国するという大筋は一致する。この神話は高句麗と夫余の同族性の根拠ともされるが、現代の学者は基本的に後代の創作であるとし、史実としては扱わない。また、東明王の名は『論衡』や『三国志』「夫余伝」引用の『魏略』には夫余の建国者として登場する。この東明（聖）王と朱蒙の説話は元来別々の神話であったが、後に高句麗の夫余征服との関わりから（ある程度は政策的に）同一視されるようになったものであるという説が現在有力な見解の1つとなっている。
武田幸男は『三国史記』記載の高句麗の王系をその諡号や葬地の分類から以下の通りに分類している。
1. 伝説王系：初代東明聖王（朱蒙）から第5代慕本王まで。『広開土王碑文』『魏書』『三国遺事』などにそれぞれ独自の系譜が伝わる。
2. 大王王系：第6代太祖大王から第8代新大王まで。大王号を持ち、中国史書に由来する諱を持つ（大祖大王：宮、次大王：遂成、新大王：伯固）。また新大王以外の葬地が伝わらない。
3. 丸都・国内王系：第9代故国川王から第19代広開土王まで。初期の王に中国史書との整合を取る過程で誤って追加された王を含む可能性があるが、全体として史実性が認められる。
4. 平壌王系：第20代長寿王から第28代宝蔵王（宝臧王）まで。全て実在の王からなる。

このうち建国神話に伴って造作された伝説王系の王たちについては『三国史記』の他、『三国遺事』「王暦」や『魏書』「高句麗伝」に記載があり、最初の3代については既に述べた通り広開土王碑文にも対応する王が伝えられている。しかし伝説王系の5王の親子・兄弟関係についてはそれぞれが独自の系譜を伝えており、その世代関係の伝承は後代に至るまで安定しなかったと見られる。
大王王系に分類される太祖大王、次大王、新大王については古くからその記録の信頼性を疑われている。武田幸男はこの3王の系譜について、『三国史記』の原資料となった『海東古記』が編纂される際、高句麗の古記録と中国史書に登場する王との対応をとることができず、両者の形式的整合が試みられた結果生み出されたものであるとする。
丸都・国内王系以降の王については原則的に実在していた人物の記録によると推定できるが、大王王系との結節点の王である故国川王と山上王については、『三国史記』にそれぞれ矛盾する系譜が伝えられている。このため、故国川王の実在性が長く議論の対象となっている。池内宏はこの王を架空の王と見、三品彰英は実在するとした。
武田幸男によれば、まず『三国志』の記録を意識して高句麗の古記録の王系譜が作成され、次いでその王系譜を『後漢書』の記録と対照しつつ『海東古記』の系譜が作成された。更にそれぞれの記録が『三国史記』に原史料として使用された。そして、故国川王および太祖大王（国祖王）は相互に矛盾する記録の整合性を取る試みの中で、いずれかの時点で加上された王であると考えられる。

### 王姓
初代朱蒙から5代目の慕本王までの5王は尊称として「解」（hæ）が付されており、この語は「高」と共に高句麗の王家の姓として知られている。解は音の共通性から太陽（hæ）、訓義によって光（pur）と解釈できる。この尊称はやがて中国風の姓のように扱われるようになり、伝説の王たちに共通する国姓として記録されるに至ったと見られる。
高句麗王が「高」姓を用いた記録の初出は『宋書』「高句麗伝」に登場する高璉（長寿王）である。この由来としては、早くから中華文明に接触していた高句麗が高陽氏・高辛氏の子孫として「高」姓とする付会を行なったとする見解や、北燕王の高氏に由来するものとする意見がある。

### 王と五部
最も初期の記録では、高句麗人たちは那、または奴とよばれる多数の地縁的政治集団を形成していた。各那集団には大加、諸加とよばれる首長層がおり、「加」は北部アジアにおける首長号であるカン（カーン、ハーン）と同様のものであるとも言われる。2世紀から3世紀頃の積石塚は、これらの首長層と被支配層の間で築造規模の差が見られる。こうした那集団は首長連合を形成していたと考えられ、『三国志』「魏志」や『魏略』など中国の史書は有力な那集団として桓奴部、絶奴部、消奴部、灌奴部、桂婁部と言う五族（五部）の存在を伝えている。「魏志」によれば、当初の頃は消奴部から王（盟主）を出していたが、その後桂婁部から王を出すようになり、絶奴部は王妃を出していたという。この那については氏族（clan）として捉える見解や、「土地」の意味と解して部族（tribe）ないし原始的小国を指すとする見解がある。
井上秀雄はこれら五族は一定の地域を地盤とする部族国家であり、初期の高句麗は部族連合の態をなし、これらの部族はモンゴルのクリルタイのように王位継承に関わったとした。また李成市は五族は王都に集住し王が統括したが、高句麗は族制的性質を強く残し王権は部族的制約を強く受けたとする。『三国史記』は初期の高句麗の有力者について、しばしば出身部を明記している。そして閔中王などのように、「国人による推戴」によって王位に就く例がしばしば見られる。
高句麗の後期については、唐代の記録『翰苑』には高句麗に五部制度があり、これは『三国志』「魏志」や『後漢書』等の記述にある高句麗五部（五族）が改称されたものであるという記述がある。それによれば元の高句麗五部（五族）は以下のように改称された。
- 桂婁部：内部（黄部）
- 絶奴部：北部（後部/黒部）
- 順奴部：東部（左部/上部/青部）
- 灌奴部：南部（前部/赤部）
- 消奴部/涓奴部：西部（右部/下部/白部）

この情報の出元は『高麗記』であり、同様の記述は唐の章懐太子による『後漢書』の注釈にもあるが、その信頼性ついては長く議論の的となっている。内部および東西南北または前後上下の方位部が実際に使われたことは、日本の記録にある高句麗人名に方位部が用いられているものがあることによっても証明される。高句麗の制度と偶然一致する名称を日本側が適当に造作したとは考えづらいことから、これは実際に高句麗人が日本側へ向けてそのように名乗ったことによって記録されたと見られるためである。
かつて池内宏や三品彰英は、唐代の学者が時間的隔たりを無視して『三国志』『後漢書』に記録された五部（五族）と唐代の高句麗の五部制度（行政区画、ないし官職制度）とを付会したものに過ぎず、本来この両者は相互に何の関係もないと論じた。川本芳昭は両者を全く無関係とすることは一方的に過ぎると問題提起し、匈奴の五部や百済の五部、および五方制、さらに燕（前燕、後燕）の官制とも比較しつつ、高句麗の五部制度は伝統的な五族（那集団）を背景に、極めて強力が隣国であった燕から導入されたものであると推定する。
また、高句麗の王都についても、このような五部制度によって行政区画が作られていた可能性が想定される。後の高麗（王氏）は王都開城を五部に分けていたが、これと同じような王都の五部制度が高句麗に存在したことを明確に書いた記録はない。しかし、王都の五部制は高句麗から大きな影響を受けていた百済においても見られることから、高句麗も王都を五部制度によって統治していたという推定は強い蓋然性がある。
以上のように、高句麗の政体においてこれら五部（五族）は大きな意義を持っていたと推測されるが、高句麗王権の中心地域である桓仁や集安とこれら五部との具体的関係は未だ詳らかでなく、その後の変容についてもはっきりとした姿を描き出す事は難しい。

## 官制
『三国史記』によれば、古くは左輔・右輔の官名が最高位のもので、百済でも同様に左輔・右輔が最高位の官名だった。高句麗では第8代新大王のときにその上に国相という官を新設し、王の即位に功績のあった明臨答夫が初めてその位についた。
『三国志』や『後漢書』などの表記・序列に異同はあるものの、3世紀には次の10階の官制が整っていたものと考えられている。ただし相加・対盧・沛者・古鄒加は五族の有力者が称したものであり、必ずしも王権の下に一元化された官制だったわけではないと考えられている。
1. 相加（そうか）
2. 対盧（たいろ）
3. 沛者（はいしゃ）
4. 古鄒加（こすうか）
5. 主簿（しゅぼ）
6. 優台（ゆうだい）: "于台"と書く場合もある。
7. 丞（じょう）
8. 使者（ししゃ）
9. 皁衣（そうい）
10. 先人（せんじん）

『隋書』や『新唐書』に見られる官位名も異同が著しいが、いずれも12階となっている。第15代の美川王（在位:300年-331年）の時代になって、次のような王権の下に一元下された13階の官制に整備されたと考えられている。
1. 大対盧（だいたいろ）
2. 太大兄（たいだいけい）
3. 烏拙（うせつ）
4. 太大使者（たいだいししゃ）
5. 位頭大兄（いとうだいけい）
6. 大使者（だいししゃ）
7. 大兄（だいけい）
8. 褥奢（じょくしゃ）
9. 意侯奢（いこうしゃ）
10. 小使者（しょうししゃ）
11. 小兄（しょうけい）
12. 翳属（えいぞく）
13. 仙人（せんにん）

高句麗の末期に大対盧の位にあった淵蓋蘇文はクーデターを起こし、莫離支（ばくりし）の位に就いて専権を振るった。莫離支そのものの名称は『三国史記』職官志では『新唐書』を引いて12階のうちの最下位の古雛大加の別名としている（ただし『新唐書』高麗伝にはそのような記載はない）。